# Lijst van afleveringen van Step by Step
Dit is een lijst met afleveringen van de Amerikaanse televisieserie Step by Step. De serie telt zeven seizoenen. Een overzicht van alle afleveringen is hieronder te vinden.

## Seizoen 1
| Nr. serie | Nr. seizoen | Titel van aflevering | Regie           | Schrijver                                  | Uitzenddatum      |  |
| --- | ----------- | -------------------- | --------------- | ------------------------------------------ | ----------------- |  |
| 1 | 1           | Pilot                | Richard Correll | William Bickley & Michael Warren           | 20 september 1991 |  |
| Frank Lambert is een gescheiden aannemer en vader van de sportieve John-Thomas (J.T.), tomboy Alicia (Al) en zorgeloze Brendan. Carol Foster is weduwe en werkt als schoonheidsspecialiste. Ook zij heeft drie kinderen: de arrogante Dana, glamoureuze Karen en hoogbegaafde Mark. Frank en Carol gaan samen op reis naar Jamaica en beslissen er om in het geheim te trouwen. Zij willen nu gezamenlijk dit nieuws aan hun kinderen vertellen tijdens een barbecue. Penny, de zus van Carol, is hen echter voor en verklapt de ware toedracht. Daarbij komt dat de ouders hebben beslist om met z'n allen bij Carol te gaan wonen. Al snel blijkt dat de kinderen van Frank niet overweg kunnen met de kinderen van Carol. De volgende dag heeft Al buikpijn. Frank denkt dat het een smoesje is om niet naar school te moeten, maar Carol neemt haar toch mee naar de dokter. Daar blijkt ze een appendicitis te hebben. |             |                      |                 |                                            |                   |  |
| 2 | 2           | The Dance            | Richard Correll | John B. Collins                            | 27 september 1991 |  |
| De familie houdt een picknick wanneer plots Steve Urkel bij hen "crasht". Hij werkt samen met Mark aan een wetenschapsproject voor school. Al werd door een jongen gevraagd om naar het schoolbal te gaan, maar hij heeft haar gedumpt. Volgens Frank worden zowat alle mensen vroeg of laat door iemand gedumpt. Steve overtuigt Al om met hem naar het schoolbal te gaan. Daar dansen ze "Do the Urkel". Gastoptreden van Jaleel White uit Family Matters als Steve Urkel. |             |                      |                 |                                            |                   |  |
| 3 | 3           | Rules of the House   | Richard Correll | Alan Eisenstock & Larry Mintz              | 4 oktober 1991    |  |
| De kinderen van Frank zijn het niet eens met enkele huisregels van Carol. De kinderen verdienen jetons door allerhande karweitjes uit te voeren. Met die jetons kunnen ze onder andere 30 minuten televisietijd kopen, met een maximum van 6 uur per week. Carol wil niet van haar regels afwijken vandaar dat Al dreigt te verhuizen naar haar grootouders in Milwaukee. |             |                      |                 |                                            |                   |  |
| 4 | 4           | First Anniversary    | Richard Correll | Julia Newton                               | 11 oktober 1991   |  |
| Cody, een neef van Frank, komt ook inwonen. Zijn ietwat vreemde gedrag irriteert Dana. J.T. wedt met Cody voor 20 Amerikaanse dollar dat Cody geen afspraakje kan regelen met Dana. Dana komt achter de weddenschap en gaat daardoor toch uit met Cody. Al en Brendan trachten Mark een verkeerd antwoord te geven en stellen hem allerhande vragen over baseball. |             |                      |                 |                                            |                   |  |
| 5 | 5           | Frank & Son          | Richard Correll | Robert Griffard & Howard Adler             | 18 oktober 1991   |  |
| J.T. zit krap bij kas. Eerst neemt hij een job aan bij zijn vader, maar dat loopt af op een sisser. Nu werkt hij als haarwasser in het schoonheidssalon van Carol, iets wat hij wel ziet zitten omdat hij met veel mooie meisjes in contact komt. Dana en Al beslissen om hun schoolproject stiekem om te wisselen. Zo zal Dana voor Al een boekbeschrijving maken van De Lotgevallen van Tom Sawyer en Al een vogelkastje voor Dana. Brendan vindt dat dit ethisch gezien niet kan en spreekt de dames hierover aan. |             |                      |                 |                                            |                   |  |
| 6 | 6           | Pulling Together     | John Tracy      | Ross Brown & Joe Fisch                     | 25 oktober 1991   |  |
| Frank en Carol hebben het gezin ingeschreven voor de "Port Washington Games", een soort van spel zonder grenzen. De kinderen van Frank willen niet meedoen omdat de Fosters' niet sportief en atletisch zijn ingesteld. Daarbij vinden Karen, Dana en Mark dat het een barbaars spel is. Uiteindelijk doen beide families mee en met de hulp van Cody winnen ze. |             |                      |                 |                                            |                   |  |
| 7 | 7           | Yo-Yo's Wedding      | John Tracy      | Meredith Siler                             | 1 november 1991   |  |
| Het huwelijk van Frank en Carol blijkt ongeldig en moet worden overgedaan in het gemeentehuis. Frank komt laattijdig en vuil aan omwille van een uitgelopen karwei. Carol wil zo niet met hem trouwen. Daarom wordt een nieuwe datum en tijdstip vastgelegd: na het verjaardagsfeestje van Brendan. Omdat de voorziene clown laattijdig afbelt, moet Frank deze rol overnemen. Daarbij komt dat de priester ook dringend weg moet en Frank in clownskostuum moet trouwen. |             |                      |                 |                                            |                   |  |
| 8 | 8           | Just for Kicks       | Larry Mintz     | Alan Eisenstock & Larry Mintz              | 8 november 1991   |  |
| Dana en haar vriendin Bernice gaan naar een louche countryclub ondanks verbod van Frank. Wanneer de mannen hen lastig beginnen te vallen, kan Dana niets anders doen dan Cody en Frank opbellen om hen te helpen. |             |                      |                 |                                            |                   |  |
| 9 | 9           | Into the Woods       | Richard Correll | Ross Brown & Joe Fisch                     | 15 november 1991  |  |
| Om de familiebanden sterker te maken, gaat de familie kamperen in het bos. Omdat de wagen van Frank komt vast te zitten in een meer, moet men wachten op hulp van de boswachter die één keer in de week zijn ronde doet. |             |                      |                 |                                            |                   |  |
| 10 | 10          | Mixed Messages       | James O'Keefe   | Seth Weisbond                              | 22 november 1991  |  |
| Carol heeft een antwoordapparaat gekocht, maar de machine wist automatisch de berichten eenmaal afgespeeld. Dat is de reden waarom iedereen de ingesproken berichten moet opschrijven. Karen krijgt een voicemail van haar potentieel vriendje waar ze onmiddellijk naar vertrekt. Daardoor hoort ze niet het bericht dat Frank niet naar een bouwwerf mag gaan omdat deze wordt opgeblazen. Daar dit bericht Frank nooit bereikt, kan hij nog net het gebouw levend verlaten. Cody heeft een job om speelgoedautomaten bij te vullen, maar wordt ontslagen omdat hij de machines enkel vult met "het leuke speelgoed". |             |                      |                 |                                            |                   |  |
| 11 | 11          | A Day in the Life    | John Tracy      | Robert Griffard & Howard Adler             | 29 november 1991  |  |
| Een televisieploeg komt het dagelijkse leven filmen van de familie Foster-Lambert om een documentaire te maken. Veel bruikbaar materiaal is er niet want de kinderen ruziën constant. Dana kan uiteindelijk iedereen doen kalmeren en beloven om vriendschappelijk met elkaar om te gaan zolang de ploeg er is. Het pact houdt niet lang stand en tijdens een spel monopoly laaien de ruzies terug op. Daarbij komt dat zowel Cody als Penny zich de meest belangrijke personen voelen voor de documentaire. |             |                      |                 |                                            |                   |  |
| 12 | 12          | The New Car          | John Tracy      | Julia Newton                               | 6 december 1991   |  |
| Carol en Frank hebben een nieuwe wagen gekocht. J.T., niet in bezit van een rijbewijs, leent de auto. Wanneer de wagen dan verdwijnt, vreest J.T. dat hij werd gestolen en roept de hulp in van Cody. Cody wist niets af van de nieuwe wagen en brengt bijgevolg hun oude terug. Dan blijkt dat Frank J.T. had zien rijden en de auto zelf had verplaatst om zijn zoon een lesje te leren. |             |                      |                 |                                            |                   |  |
| 13 | 13          | Getting Organized    | John Tracy      | Robert Griffard & Howard Adler             | 13 december 1991  |  |
| Carol heeft Frank overtuigd om de boekhouding vanaf nu met de computer te doen en de papieren weg te smijten. Wanneer Carol daarna de bestanden wist, trachten ze de papieren versie te redden. Deze werd net meegenomen door de vuilniswagen dus klimmen Carol en Frank ook in de wagen. J.T. en Cody zijn er zeker van dat er UFO's zijn dus nemen Karen en Dana hen in het ootje, maar worden uiteindelijk zelf slachtoffer van hun grap. |             |                      |                 |                                            |                   |  |
| 14 | 14          | Home Alone           | John Tracy      | John B. Collins                            | 3 januari 1992    |  |
| Frank en Carol zijn een weekend weg. De kinderen organiseren stiekem een feestje en Dana beslist dat elk van hen twee vrienden mag uitnodigen. Het feestje loopt uit de hand. Daarbij komt dat het hotel een krot was en dat Frank zijn rug bezeerde. Daardoor zijn ze eerder thuis dan verwacht en vinden ze J.T. vastgeklemd in de schoorsteen. |             |                      |                 |                                            |                   |  |
| 15 | 15          | Drive, He Said       | Richard Correll | Joe Fisch                                  | 17 januari 1992   |  |
| Frank heeft zijn rijbewijs een dag te laat vernieuwd waardoor hij het examen opnieuw moet doen. Ook Dana neemt deel aan haar eerste rijbewijsexamen. Hij faalt, zij slaagt. Omdat zij pocht met haar rijbewijs tracht Frank haar "rijvrees" aan te praten. |             |                      |                 |                                            |                   |  |
| 16 | 16          | Bully for Mark       | James O'Keefe   | Diane Ayers, Susan Sebastian, Julia Newton | 7 februari 1992   |  |
| Mark wordt gepest door een leerlinge die hem verplicht haar schooltaken te maken. Dana wil in de schoolkrant een negatief artikel schrijven over J.T.. Hij komt dit te weten en kan via-via het artikel aanpassen om zo in een goed daglicht gezet te worden. |             |                      |                 |                                            |                   |  |
| 17 | 17          | The Boys in the Band | Richard Correll | Joe Fisch                                  | 14 februari 1992  |  |
| Al heeft met enkele vriendinnen een muziekgroep opgericht. J.T. wordt hun manager en kan hen een optreden geven in een bowlingcentrum. Op de avond van het optreden worden de andere bandleden ziek, dus is Al genoodzaakt om Dana, Karen J.T. en Cody in te schakelen. Omdat het een meidengroep betreft, moeten J.T. en Cody zich dan ook als vrouw kleden en gedragen. Frank tracht een muis te vangen. |             |                      |                 |                                            |                   |  |
| 18 | 18          | School Daze          | Richard Correll | Meredith Siler                             | 21 februari 1992  |  |
| Carol beslist om haar middelbare school af te maken. Al snel wordt duidelijk dat dit tezamen met haar taak als moeder, vrouw en schoonheidsspecialiste niet vlot verloopt. Nadat men vergeet om Brendan van school te halen en Frank voorstelt dat hij het huishouden doet, zijn de andere familieleden er als de kippen bij om ook een handje toe te steken. |             |                      |                 |                                            |                   |  |
| 19 | 19          | Country Club         | John Tracy      | Alan Eisenstock & Larry Mintz              | 28 februari 1992  |  |
| Carol en Frank worden via projectontwikkelaar John Patterson uitgenodigd op een countryclub. John belooft Frank een job als aannemer als Frank hem helpt met een golfwedstrijd. Na de match, die ze winnen, verneemt Dana dat John nooit de intentie had om Frank aan te nemen, maar hem enkel inschakelde om de wedstrijd te kunnen winnen. Gastoptreden van David Lascher. |             |                      |                 |                                            |                   |  |
| 20 | 20          | Daddy's Girl         | Richard Correll | Robert Griffard & Howard Adler             | 6 maart 1992      |  |
| Franks vader komt zijn veel jongere verloofde voorstellen. Frank kent haar: ze is een stripster. Wanneer hij dit zijn vader vertelt, loopt hij boos weg. Wanneer hij achterhaalt dat Frank toch de waarheid spreekt, wordt de bruiloft voor onbepaalde tijd uitgesteld. J.T. overhaalt Dana om een afspraakje te regelen tussen hem en een van haar vriendinnen. In ruil zal hij een hele week klusjes voor Dana doen. Dana gaat akkoord, maar J.T. kan niet overweg met de vriendin. Gastoptreden van Tiffani-Amber Thiessen. |             |                      |                 |                                            |                   |  |
| 21 | 21          | He Wanted Wings      | John Tracy      | Joe Fisch                                  | 27 februari 1992  |  |
| Frank wordt weldra veertig jaar oud en Carol vreest dat hij omwille van een midlifecrisis er vandoor zou gaan met een jonge vrouw. Omdat Frank meermaals had gezegd dat hij graag zijn vliegbrevet zou halen, geeft Carol hem zulke cursus cadeau. Tijdens een van de vluchten tracht de piloot zelfmoord te plegen door het vliegtuig te laten crashen. Daarom slaan Frank en Carol hem bewusteloos en dient Frank het vliegtuig veilig te doen landen. Gastoptreden van George Wyner. |             |                      |                 |                                            |                   |  |
| 22 | 22          | Beauty Contest       | John Tracy      | Sally Lapiduss & Pamela Eells              | 24 april 1992     |  |
| Carol en Karen doen mee aan een moeder-dochter schoonheidswedstrijd, maar de jury is niet mals voor hen. Karen beseft dan dat het belangrijker is om fier te zijn en zelfrespect te hebben dan het winnen van zulke wedstrijd. Cody probeert lid te worden van een jachtclub, maar zijn zelfgemaakte lokeenden worden door Als varken opgegeten. |             |                      |                 |                                            |                   |  |

## Seizoen 2
| Nr. serie | Nr. seizoen | Titel van aflevering           | Regie           | Schrijver                      | Uitzenddatum      |  |
| --- | ----------- | ------------------------------ | --------------- | ------------------------------ | ----------------- |  |
| 23 | 1           | S.A.T. Blues                   | Joel Zwick      | Matt Ember                     | 18 september 1992 |  |
| Dana neemt deel aan haar SAT-examen. Ook Cody schrijft zich in, gewoonweg omdat hij elke week iets nieuws tracht te doen. Dana haalt 91%, maar Cody behaalt een nog hoger resultaat. Dana is er zeker van dat Cody vals heeft gespeeld en beiden beslissen om de test opnieuw te doen. Het resultaat is dat beiden een hogere score hebben, maar Cody nog steeds het meeste. Cody is niet echt blij met het resultaat want hij vreest dat hij nu verwacht wordt om te studeren voor hersenspecialist. Gastoptreden van Kathy Kinney. |             |                                |                 |                                |                   |  |
| 24 | 2           | To B or Not to B               | Joel Zwick      | Meredith Siler                 | 25 september 1992 |  |
| J.T. heeft een test over Shakespeare en Frank helpt hem met het instuderen van de inhoud. Eerst trachten ze een film te zien, maar omdat de videoband verloren geraakt, zijn ze wel verplicht het boek te lezen. Al snel wordt duidelijk dat het boek vol met seks en geweld zit. J.T. is overtuigd dat hij een goede test zal maken, maar tot zijn ontzetting is hij gebuisd. Carol en Frank spreken daarop met zijn leerkracht. Zij buisde J.T. gewoonweg omdat ze op voorhand wist dat het examen slecht zou zijn. Meer nog: ze heeft het examen zelfs niet nagekeken. Gastoptreden van Pat Crawford Brown. |             |                                |                 |                                |                   |  |
| 25 | 3           | Stuck on You                   | Richard Correll | Robert Griffard & Howard Adler | 2 oktober 1992    |  |
| J.T. schakelt de hulp in van Karen om hem te helpen in een afspraak met een meisje, maar Karen verknalt het plan. Frank wordt jaloers omdat Karen goed overweg kan met de vader van een van haar vriendinnen. Cody en Frank doen mee aan een "menselijke vlieg-wedstrijd". Gastoptreden van Devon Odessa. |             |                                |                 |                                |                   |  |
| 26 | 4           | J.T.'s World                   | Richard Correll | Julila Newton                  | 9 oktober 1992    |  |
| J.T. krijgt bij een lokaal televisiestation zijn eigen show met een knipoog naar Wayne’s World. J.T. stelt Cody aan als medepresentator. J.T. vraagt Lisa als gaste omdat hij een oogje op haar heeft, maar haar aandacht gaat volledig naar Cody. Frank en Carol doen een relatietest uit een weekblad. De conclusie is dat hun antwoorden totaal afwijkend zijn en hun relatie volgens dat weekblad nooit kan slagen. Gastoptreden van Elizabeth Berkley |             |                                |                 |                                |                   |  |
| 27 | 5           | It's a Dog's Life              | John Tracy      | Matt Ember                     | 16 oktober 1992   |  |
| Omdat de buren op reis gaan, passen Al en Brendan op hun St.-Bernard. Wanneer de buren niet meer terugkeren, vernemen ze dat zij zijn verhuisd en de hond niet wilden meenemen. Carol wil het beest in huis nemen, maar Frank kan haar overhalen om hem naar het asiel te brengen. Wanneer Frank bij het invullen van het kruiswoordraadsel op zoek is naar een stad in Texas, geeft Carol hem het antwoord: Dallas. Duffy speelde in Dallas een hoofdrol. |             |                                |                 |                                |                   |  |
| 28 | 6           | The Boss                       | James O’Keefe   | Robert Griffard & Howard Adler | 23 oktober 1992   |  |
| Dana vindt een job als manager in een restaurant. Omdat ze zich te bazig opstelt nemen Karen en J.T. ontslag alsook de twee koks. Om Dana uit de nood te halen, springen Frank en Carol in, maar Dana heeft haar lesje over bazigheid nog niet geleerd. Mark vindt een leugendetector uit. Frank zegt dat hij nog steeds op zoek is naar de blondine uit American Graffiti. Deze rol werd gespeeld door Suzanne Somers. Gastoptreden van Al Molinaro |             |                                |                 |                                |                   |  |
| 29 | 7           | Model Daughter                 | Richard Correll | Chuck Tately                   | 30 oktober 1992   |  |
| Karen heeft een job als model gevonden. De overbezorgde Carol gaat mee naar de fotoshoot om er zeker van te zijn dat de foto’s niet te pikant worden. Karen wil met school stoppen omdat deze job haar goed bevalt en ook de fotograaf is onder de indruk. Het oudere model Cindy overtuigt Carol om de job toch niet aan te nemen: zij deed dit destijds ook toen ze nog tiener was en heeft daardoor heel wat van haar jeugdjaren moeten opofferen. Verder is er ten huize Lambert een griepepidemie die iedereen slachtoffer maakt. Gast optreden van Paula Trickey en Oliver Muirhead |             |                                |                 |                                |                   |  |
| 30 | 8           | Someone to Watch Over Me       | Jeffrey Ganz    | Bob Rosenfarb                  | 6 november 1992   |  |
| Dana heeft een nieuwe vriend: Mike Walters. Frank vreest dat Mike enkel uit is op seks. Wanneer Dana met Mike uitgaat, verkleden Frank en Cody zich als bevers en bespioneren Dana en Mike vanuit een boom. De tak breekt echter af waardoor Frank letterlijk in de auto van Mike valt. Dana is woedend op haar vader. Wanneer Mike de volgende dag langskomt, wil hij met Dana naar bed. Zij wordt razend en Frank zet Mike buiten. Gastoptreden van Michael Landes |             |                                |                 |                                |                   |  |
| 31 | 9           | The Making of the President    | Richard Correll | Ernest Banks                   | 13 november 1992  |  |
| Zowel Dana als J.T. hebben zich opgegeven als klasverantwoordelijke en tot ieders verbazing wint J.T.. J.T. begint met veel enthousiasme aan zijn taak, maar komt al snel tot de conclusie dat er veel stress en verantwoordelijkheden bij komen kijken. Vandaar dat hij zijn taken begint te delegeren naar Dana. Brendan tracht een goocheltruc uit te voeren. Gastoptreden van John Mallory |             |                                |                 |                                |                   |  |
| 32 | 10          | Virgin Territory               | Judy Pioli      | Julia Newton                   | 20 november 1992  |  |
| J.T. en Cody hebben een afspraakje met twee mooie meisjes waarvan algemeen geweten is dat ze uit zijn op gemeenschap. Cody bedenkt zich omdat hij zijn maagdelijkheid pas wil verliezen wanneer hij het juiste meisje voor hem vindt. J.T. komt dan ook tot besef dat Cody het bij het rechte eind heeft. Frank moet op dieet omdat hij te veel cholesterol heeft. |             |                                |                 |                                |                   |  |
| 33 | 11          | Back to Basics                 | Judy Pioli      | Joe Fisch                      | 4 december 1992   |  |
| Onder Brendans bed wordt een huurvideocassette gevonden die al lang geleden teruggebracht moest worden. Hierdoor moet Carol een hoge boete betalen aan de verhuurdienst. Brendan wordt door zijn ouders gestraft hoewel hij beweert de cassette niet te hebben verborgen. Uiteindelijk loopt Brendan weg en verschuilt hij zich in de kampeerwagen van Cody. |             |                                |                 |                                |                   |  |
| 34 | 12          | Boys Will Be Boys              | Patrick Duffy   | Matt Ember                     | 11 december 1992  |  |
| Franks voormalige schoolvriend Scooter brengt een bezoek. Scooter is na 25 jaar nog even onvolwassen als destijds. Hij neemt Frank uit voor een nachtelijk uitstapje en gaat met de minderjarige J.T. naar een stripteasetent. Cody heeft een levende kalkoen gewonnen en zijn geweten knaagt wanneer er wordt voorgesteld om het dier te slachten. Gastoptreden van Philip Charles MacKenzie en Ron Karabatsos |             |                                |                 |                                |                   |  |
| 35 | 13          | If I Were a Rich Man           | Richard Correll | Julia Newton                   | 8 januari 1993    |  |
| Cody heeft 250.000$ geërfd van Walter, een oudere man die hij regelmatig bezocht in het bejaardenhuis. De andere kinderen willen dat Cody hen een gedeelte van het geld schenkt om extravagante zaken te kopen. Cody beslist uiteindelijk om slechts 500$ aan te nemen. De rest schenkt hij aan het rusthuis. Met zijn deel van het geld koopt hij een nieuwe videocamera voor Frank gezien de vorige vernield werd. Gastoptreden van Nedra Volz |             |                                |                 |                                |                   |  |
| 36 | 14          | Happy Birthday, Baby           | '’Judy Pioli’’  | '’Meredith Siler’’             | 15 januari 1993   |  |
| Dana wil haar zeventiende verjaardag vieren zonder haar ouders. Omdat zij niet akkoord gaan, boekt ze tezamen met haar beste vriendin een hotelkamer om aldaar te feesten. Tot haar ontsteltenis hebben Frank en Carol op die bewuste avond de overgelegen kamer geboekt voor een romantische uitstap. Carol is in eerste instantie boos dat Dana een verboden party organiseert, maar beseft ook dat Dana ondertussen oud genoeg is. Al heeft een blouse van Karen verkeerd gewassen waardoor de kleuren zijn uitgelopen. Karen is woedend dus moet Cody optreden als rechter. Hij komt tot de conclusie dat de vriend van Karen de “foutief gewassen blouse” mooier vindt dan het originele.                                                              |             |                                |                 |                                |                   |  |
| 37 | 15          | One of the Guys                | Mark Linn-Baker | Richard P. Halke               | 22 januari 1993   |  |
| Frank heeft in zijn klusbedrijf een vrouwelijke werkneemster aangenomen. Wanneer hij en Aggie vast te komen zitten in een ondergesneeuwd hotel, denkt Carol dat haar man een buitenechtelijke affaire heeft met Aggie en wil ze koste wat kost tot in het hotel geraken. Mark, J.T., Karen, Al en Brendan schakelen Cody in om voor hen aandelen te kopen. Cody maakt hen enkel wijs de aandelen te hebben gekocht. Gastoptreden van Melanie Wilson |             |                                |                 |                                |                   |  |
| 38 | 16          | No Business Like Show Business | Richard Correll | Matt Ember                     | 5 februari 1993   |  |
| J.T.’s World, het televisieprogramma van J.T., wordt een lokale hit en de rechten worden overgekocht door een nationale zender. De nieuwe producers willen een andere aanpak en eisen dat J.T. zijn broers en zussen ontslaat. Omdat de opnames nu veel professioneler verlopen, kruipt er in het maken van het programma veel meer tijd waardoor J.T. zijn schoolresultaten zienderogen achteruit gaan. Ook krijgt hij een hoge dunk van zichzelf. Zijn droomcarrière komt ten val nadat de producers beslissen om J.T. en Cody te vervangen door professionele acteurs. Frank en Carol starten een tekencursus bij de kunstacademie. Wanneer blijkt dat men een mannelijk naaktmodel moet tekenen, krijgt Frank het moeilijk. Gastoptreden van David Graf |             |                                |                 |                                |                   |  |
| 39 | 17          | Love, Port Washington Style    | Richard Correll | Scott Spencer Gordon           | 12 februari 1993  |  |
| Dana is slechtgezind: haar vriend heeft het net uitgemaakt en dat enkele dagen voor Valentijnsdag. J.T. tracht met hulp van Cody een meisje te versieren. Frank helpt Carol in het schoonheidssalon omdat er het te druk is. |             |                                |                 |                                |                   |  |
| 40 | 18          | Aloha: Part 1                  | Richard Correll | Robert Griffard & Hower Adler  | 19 februari 1993  |  |
| De familie heeft een reis naar Hawaii gewonnen. Cody gaat op eigen kosten mee. Carol wil alle eilanden bezoeken. Al, Brendan en Mark nemen deel aan een zandkastelenwedstrijd. Cody gaat op schattenjacht. J.T. wordt verliefd op een Hawaïaans meisje en ook Dana ontmoet de man van haar leven. Zij krijgt zelfs van hem een huwelijksaanzoek en een verlovingsring. Gastoptreden van Josh Hoffman |             |                                |                 |                                |                   |  |
| 41 | 19          | Aloha: Part 2                  | Richard Correll | Robert Griffard & Howard Adler | 26 februari 1993  |  |
| Dana wil met haar verloofde weglopen, maar Carol houdt haar tegen. Zelf trouwde ze de eerste keer op haar zeventiende en dat huwelijk liep op de klippen. Dana beseft dat Carol gelijk heeft en verbreekt de verloving. Al, Brendan en Mark winnen met de zandkastelenwedstrijd een helikoptervlucht boven Hawaii. Gastoptreden van Josh Hoffman |             |                                |                 |                                |                   |  |
| 42 | 20          | No Way to Treat a Lady         | Richard Correll | Bob Rosenvarb                  | 12 maart 1993     |  |
| J.T. vraagt advies aan Brendan over zijn nieuwe vriendin. De dertienjarige Al moet haar eerste beha kopen en neemt Carol mee. Wanneer Frank per toeval ook in diezelfde winkel opdaagt, wil hij tot haar groot ongenoegen zijn dochter helpen met het vinden van het juiste model. |             |                                |                 |                                |                   |  |
| 43 | 21          | The Un-Natural                 | Patrick Duffy   | Bob Rosenfarb                  | 2 april 1993      |  |
| Het baseballteam van Al en Frank zijn verplicht om Mark in te schakelen nadat een van de spelers een blessure opliep en daardoor de finalewedstrijd niet kan spelen. Tot ieders verbazing kan Mark een homerun lopen waardoor het team wint. Cody en J.T. zijn er zeker van dat ze langer kunnen opblijven dan Karen en Dana. |             |                                |                 |                                |                   |  |
| 44 | 22          | The Psychic                    | Joel Zwick      | Julia Newton                   | 30 april 1993     |  |
| J.T. heeft in een schoolboek een foto laten publiceren van Karen toen ze nog een baby was. Karen zegt J.T. dat hij tijdens de komende nacht om middernacht zal worden neergestoken door een brunette. J.T. gelooft haar niet, maar Cody komt tot de conclusie dat alles wat Karen de afgelopen uren voorspelde, effectief uitkwam. Frank en Carol hebben een bed gekocht met een massagefunctie, maar door een defect hebben ze allesbehalve een goede nachtrust. |             |                                |                 |                                |                   |  |
| 45 | 23          | This Old House                 | Richard Correll | Robert Griffard & Howard Adler | 7 mei 1993        |  |
| Frank heeft een miljoenencontract binnengerijfd voor de bouw van een nieuw kantoorcomplex. Hij huurt Cody in om het huidige pand af te breken. Cody weigert nadat blijkt dat er in het pand een arme familie met kinderen woont dat nergens anders terecht kan. Carol neemt het voor Cody op. De financier van het project dreigt Frank een rechtszaak aan te spannen indien het huidige gebouw niet tegen de afgesproken datum is afgebroken. Gastrol van Bruce Jarchow |             |                                |                 |                                |                   |  |
| 46 | 24          | Double Date                    | Richard Correll | Meredith Siler                 | 21 mei 1993       |  |
| Carol wil dat Karen uitgaat met Freddie. Freddie is nieuw in de stad, maar Karen vindt hem niet aantrekkelijk genoeg. Daarom dumpt ze hem en gaat ze uit met Jeffrey. Uiteraard komen ze tijdens die afspraak Freddie tegen. Karen voelt zich schuldig en beslist om de avond verder met Freddie door te brengen. Carol wil dat Frank een handtas voor mannen draagt, maar Frank wil daar niet van weten. In Cody’s kampeerwagen wordt een alarm geïnstalleerd nadat de radio werd gestolen. |             |                                |                 |                                |                   |  |

## Seizoen 3
| Nr. serie | Nr. seizoen | Titel van aflevering                 | Regie           | Schrijver                      | Uitzenddatum      |  |
| --- | ----------- | ------------------------------------ | --------------- | ------------------------------ | ----------------- |  |
| 47 | 1           | Way-Off Broadway                     | Richard Correll | Bob Rosenfarb                  | 24 september 1993 |  |
| Dana tracht er alles aan te doen om een rol te krijgen bij de toneelgroep. Ook Cody schrijft zich in. Beiden krijgen de hoofdrol, maar dan vernemen ze pas dat ze werden gecast voor de rollen van Romeo en Juliette. Frank is in het geniep gaan golfen, hoewel hij Carol had beloofd niet te gaan. Nu is hij zijn trouwring kwijt. Gastrol van Shawn Levy |             |                                      |                 |                                |                   |  |
| 48 | 2           | The Apartment                        | Richard Correll | Brian Bird & John Wier         | 1 oktober 1993    |  |
| Dana wil op zelfstandige voet gaan leven en huurt een appartementje. Al snel komt ze tot besef dat ze haar familie mist. Frank koopt een nieuwe televisie en verbergt deze in zijn slaapkamer. |             |                                      |                 |                                |                   |  |
| 49 | 3           | Never on Sunday                      | Richard Correll | Brian Bird & John Wierick      | 8 oktober 1993    |  |
| Carol inviteert de nieuwe dominee en zijn vrouw voor lunch. Tijdens dit feestje belooft Frank dat hij vanaf nu elke zondag met zijn familieleden naar de kerkdienst zal gaan. Die volgende zondag is er echter een belangrijke baseballwedstrijd op televisie. J.T. en de zoon van de dominee sluipen net na start van de ceremonie weg naar de zolder om de match te bekijken. Al en Brendan trachten hen te volgen, maar dat wordt opgemerkt door Frank. Frank gaat op zoek naar zijn zoon, maar als die eenmaal is gevonden kijkt hij ook naar de wedstrijd. Hij geraakt zo opgewonden in het spel dat hij door een sprong door de plafonnering zakt en naast de dominee terechtkomt. Gastoptreden van Eric Balfour en Donald Gibb      |             |                                      |                 |                                |                   |  |
| 50 | 4           | The Paper Chase                      | Richard Correll | Richard P. Halke               | 15 oktober 1993   |  |
| J.T. verkoopt essays aan het football-team. Dana achterhaalt dit en schakelt Mark in om J.T. een lesje te leren. Cody zorgt voor Slashers zoontje. Carol haar moedergevoelens komen boven waardoor ze terug een kinderwens krijgt. Gastoptreden van Jason Marsden |             |                                      |                 |                                |                   |  |
| 51 | 5           | Trading Places                       | Patrcik Duffy   | Meredith Siler                 | 22 oktober 1993   |  |
| J.T. en Dana discussiëren met Carol en Frank; wat is het eenvoudigste: ouder of tiener zijn. Vandaar dat ze beslissen om de rollen om te draaien. Cody plaatst een contactadvertentie in een magazine. |             |                                      |                 |                                |                   |  |
| 54 | 6           | Video-Mania                          | Richard Correll | Howard Adler & Robert Griffard | 29 oktober 1993   |  |
| Mark heeft slechts een A gehaald in plaats van een A+. Om deze miskleun te verwerpen, speelt hij een videospel maar geraakt verslaafd. Daardoor moet hij uiteindelijk naar een afkickgroep. |             |                                      |                 |                                |                   |  |
| 53 | 7           | Hog Wild                             | James O’Keefe   | Julia Newton                   | 5 november 1993   |  |
| Frank en Carol zijn elk op zoek naar een geschenk voor hun huwelijksverjaardag. Cody wil een motorwinkel opstarten, maar krijgt geen lening bij de bank. J.T. schakelt daarom de hulp in van een vriend van Cody. Gastoptreden van Michael Milhoan |             |                                      |                 |                                |                   |  |
| 54 | 8           | Down and Out in Port Washington      | Patrick Duffy   | Maria A. Brown                 | 12 november 1993  |  |
| Cody’s kampeerwagen begeeft het waardoor hij tijdelijk in het huis komt wonen. Zijn aanwezigheid is niet echt gewenst zeker nadat zijn mierenkolonie is ontsnapt en het huis volhangt met zijn wasgoed. Wanneer Cody bericht krijgt dat de kampeerwagen niet hersteld kan worden, vreest Carol dat hij permanent komt inwonen. Daarom wil ze zelf vertrekken. Cody beslist uiteindelijk dat hij in de kampeerwagen zal blijven wonen ondanks deze niet meer kan rijden. |             |                                      |                 |                                |                   |  |
| 55 | 9           | The Marrying Dude                    | Richard Correll | Howard Adler & Robert Griffard | 19 november 1993  |  |
| Cody heeft reactie gekregen op zijn contactadvertentie en gaat uit met Bonnie. Zij is een alleenstaande moeder met een achtjarige zoon. Bonnie is van mening dat Cody de perfecte man voor haar is en wil zo snel mogelijk met hem trouwen. Cody vindt dat dit alles veel te snel gaat en wil eerst zien of ze wel een lange relatie aankunnen. Al denkt dat niemand haar uitvraagt omdat ze te kleine borsten heeft. Frank en Carol willen de woonkamer herinrichten, maar ze hebben elk hun eigen standpunt. |             |                                      |                 |                                |                   |  |
| 56 | 10          | Sister Act                           | Patrick Duffy   | R.J. Colleary                  | 26 november 1993  |  |
| Karen wil uitgaan met een 21-jarige jongen en schakelt de hulp in van Dana. Daardoor gaat Dana met die jongen uit in plaats van Karen. Wanneer Dana later met de jongen belt, wordt het gesprek door J.T. opgenomen. Hij laat dit aan Karen horen waardoor ze weet dat Dana achter haar rug met de jongen op stap is geweest. Karen wil wraak en belt de jongen op met de melding dat Dana slechts veertien jaar is. Gastoptreden van Sean Kanan |             |                                      |                 |                                |                   |  |
| 57 | 11          | Christmas Story                      | Patrick Duffy   | Brian Bird & John Wierick      | 10 december 1993  |  |
| Het is kerstavond. Frank heeft net een opdracht afgewerkt in een speelgoedwinkel. Wanneer blijkt dat ze een geschenk voor Brendan zijn vergeten te kopen, gaat hij met Carol na sluitingsuur naar die winkel. Omdat Frank de sleutels nog heeft, kunnen ze zonder problemen binnen om een speelgoedtrein te kopen. Echter, een politieagent is van mening dat Frank en Carol inbrekers zijn waardoor ze in de gevangenis belanden. Gastoptreden van Don Knotts |             |                                      |                 |                                |                   |  |
| 58 | 12          | Close Encounters of the Marital Kind | Richard Correll | Bob Rosenfarb                  | 17 december 1993  |  |
| Frank is ontsteld nadat hij achterhaald dat Carol een boek heeft gekocht om “hun huwelijk te verbeteren”. Dana, J.T. en Karen hebben elk een rijbewijs en vragen hun ouders om een wagen te kopen. Omdat zij weigeren, kopen ze zelf een oude Volkswagen Kever. De wagen blijkt een miskoop te zijn en het enige dat men kan doen, is de onderdelen apart verkopen om zo hun geld terug bijeen te krijgen. |             |                                      |                 |                                |                   |  |
| 59 | 13          | Bad Girls                            | Richard Correll | Maria A. Brown                 | 7 januari 1994    |  |
| Al heeft nieuwe vriendinnen, maar het is eerder een bende geleid door Jackie Campbell. Zij kleden zich militaristisch, spijbelen en gaan tot in de late uurtjes uit. Frank wil niet dat Al nog langer met de meisjes optrekt, wat tot een ruzie leidt tussen hem en Al. Ook Cody’s vertrouwen in Al is verdwenen. Al beseft dat ze zichzelf moet zijn en naar meer gepaste vriendinnen op zoek moet. Nu de televisie stuk is, wil Carol een gezinsavond organiseren. |             |                                      |                 |                                |                   |  |
| 60 | 14          | Read All About It                    | Richard Correll | Howard Adler & Robert Griffard | 14 januari 1994   |  |
| Wanneer Frank verneemt dat Carol meer geld verdient, gaat hij solliciteren bij een kippenrestaurant. Daar krijgt hij een job om verkleed als kip flyers uit te delen. Cody gaat als voorlezer te werk in de bibliotheek. Daar verneemt hij dat Ryan, een vriend van Brendan, niet kan lezen. Gastoptreden van Philip Van Dyck |             |                                      |                 |                                |                   |  |
| 61 | 15          | Thirteen with a Bullet               | Patrick Duffy   | Patrick Duffy & Bob Rosenfarb  | 28 januari 1994   |  |
| Mark geeft een feestje voor zijn dertiende verjaardag en wordt verliefd op Marissa met wie hij danst en kust. Wanneer hij haar niet veel later bloemen toestuurt, worden deze geweigerd. J.T. heeft een goed resultaat behaald voor zijn examen mechanica. Hij en Dana gaan een weddenschap aan: zij moet een auto repareren, hij moet het huishouden doen. Gastoptreden van Maria Sokoloff |             |                                      |                 |                                |                   |  |
| 62 | 16          | My Bodyguard                         | Patrick Duffy   | Meredith Siler                 | 4 februari 1994   |  |
| Cody is er zeker van dat hij in zijn dromen de toekomst ziet. Zo droomde hij dat Al achter de tralies zat in een gestreept T-shirt. Dana zal worden verkracht door een man in maatpak. Niet veel later komt Al met haar hamsterkooi binnen en draagt een gestreept T-shirt wat voor Cody voldoende bewijs is. Dana heeft een interview met de decaan en Cody is er zeker van dat hij de verkrachter is en grijpt in. Dana is woedend omdat er niets aan de hand is. Wanneer Dana ’s avonds de bus neemt, wordt ze aangevallen door een man in maatpak. Gelukkig duikt Cody tijdig op en verjaagt de man. Frank en de andere kinderen zoeken een oplossing voor Carols snurkprobleem. Gastoptreden van Brian George en Michael Bryan French |             |                                      |                 |                                |                   |  |
| 63 | 17          | Pretty Woman                         | William Bickley | Richard P. Halke               | 18 februari 1994  |  |
| Karen werd niet geselecteerd als model voor een nieuwe jeans-reclamecampagne. Ze is verbijsterd wanneer ze achterhaald dat Al wel werd geselecteerd. Karen tracht er daarom alles aan te doen om Als zelfzekerheid te doen kelderen, maar uiteindelijk beseft ze dat het beter is om Al te steunen. Cody geeft Dana, Brendan en J.T. karate-lessen |             |                                      |                 |                                |                   |  |
| 64 | 18          | Nightmare Weekend                    | Patrick Duffy   | Maria A. Brown                 | 25 februari 1994  |  |
| Mark verpest de griezelfilm waar J.T., Brendan en Al naar aan het kijken waren, dus ze zetten een grap op om Mark de stuipen op het lijf te jagen, maar worden slachtoffer. Frank neemt Carol mee naar een buitenverblijf, maar eenmaal daar beseft hij dat hij daar ooit was met een van zijn exen. Omdat er geen hotelkamer in de buurt vrij is, besluiten ze om te blijven. Daarbij komt dat de piccolo Frank nog herkent van die keer en allerhande anekdotes bovenhaalt. Gastoptreden van Patrick Bristow |             |                                      |                 |                                |                   |  |
| 65 | 19          | Birth of a Salesman                  | Patrick Duffy   | Julia Newton                   | 11 maart 1994     |  |
| J.T. neemt een job aan bij een tweedehands autoverkoper. Carol had liever gehad dat hij naar de hogeschool ging, maar verandert van mening wanneer ze J.T. ziet tijdens zijn werk. Daarbij komt dat zijn baas zeer opgetogen is over J.T.. Dana gebruikt Cody als onderwerp voor een psychologieverhandeling. Hij praat over zijn eerste herinneringen. Gastoptreden van Steve Vinovich en Nedra Volz |             |                                      |                 |                                |                   |  |
| 66 | 20          | Feeling Forty                        | Richard Correll | R.J. Colleary                  | 25 maart 1994     |  |
| Carol is op zoek naar een nieuwe jurk, maar na een gesprek met de verkoopster vreest ze dat ze als bijna 40-jarige te dik is geworden. Daarom slikt ze dieetpillen, maar geraakt verslaafd aan de amfetamines. Cody helpt Al met een schoolwerk over Abraham Lincoln. Daarom schakelt Cody de hulp in van Honest Abe die beweert een spirituele connectie te hebben met de voormalige president. Gastoptreden van Larry Nankin |             |                                      |                 |                                |                   |  |
| 67 | 21          | The Case of the Missing Diary        | Richard Correll | Howard Adler & Robert Griffard | 29 april 1994     |  |
| Karen vindt haar dagboek niet meer. Dit brengt Cody tot inspiratie om een boek te schrijven in de stijl van een detective uit de jaren 1940 over wie het dagboek ontvreemde: Dana, Al, Carol of iemand anders. |             |                                      |                 |                                |                   |  |
| 68 | 22          | Great Expectations                   | Patrick Duffy   | Brian Bird & John Wierick      | 6 mei 1994        |  |
| Cody wordt door zijn vader verplicht om een job als executive vide president aan te nemen in zijn immobiliënkantoor. Met veel tegenzin gaat Cody aan de slag, maar met de hulp van Frank overtuigt hij zijn vader dat hij liever in het bedrijf van Frank werkt. Carol wil nieuwe mannelijke klanten en verplicht Dana en Karen om op blind date te gaan, maar hun partners lijken sprekend op Beavis & Butthead. Frank kan de jongens wegsturen en zet met Dana en Karen een grap op voor Carol. Gastoptreden van Edward Winter , Beau Billinslea en John Stamos |             |                                      |                 |                                |                   |  |
| 69 | 23          | Prom Night                           | Patrick Duffy   | Julia Newton                   | 20 mei 1994       |  |
| Op het eindbal wordt J.T. gekoppeld aan een dertienjarig meisje. Ook Dana’s date heeft afgehaakt omdat hij zijn relatie met zijn ex heeft herstart. Karen wil evenmin gaan: ze heeft een relatie met een student en voelt zich daardoor te jong op een eindbal van een middelbare school. Frank en Carol nodigen de ouders uit van een klasmaat van Brendan nadat beiden vochten op school. Al snel blijkt dat de jongen al even erg is als zijn ouders. Verder spelen zij vals tijdens een gezelschapsspel. Gastoptreden van Nancy Lenehan en Troy Evans |             |                                      |                 |                                |                   |  |

## Seizoen 4
| Nr. serie | Nr. seizoen | Titel van aflevering                   | Regie           | Schrijver                      | Uitzenddatum      |  |
| --- | ----------- | -------------------------------------- | --------------- | ------------------------------ | ----------------- |  |
| 70 | 1           | Karate Kid                             | Richard Correll | Bob Rosenfarb                  | 23 september 1994 |  |
| Mark heeft zich ingeschreven voor karatelessen om zijn zelfvertrouwen op te krikken. Hij wil al snel stoppen omdat hij door de coach en Tommy wordt gepest. Cody, die een zwarte gordel in karate heeft, geeft Mark advies over de zwakke plekken van Tommy. Desondanks verliest Mark een wedstrijd, maar is Tommy wel verbaasd over Marks gevechtsprestatie en krijgt hij van hem respect. De coach blijft Mark pesten wat tot een gevecht leidt tussen Cody en de coach. Cody kan de coach met gemak verslaan. Frank installeert een intercom omdat hij het geroep van de kinderen beu is. |             |                                        |                 |                                |                   |  |
| 71 | 2           | College Bound                          | Richard Correll | Julia Newton                   | 30 september 1994 |  |
| Dana is slechtgezind omdat ze niet naar Harvard mag. Ze is er nochtans zeker van dat ze intellectueel genoeg is. Nu volgt ze les aan een lokale hogeschool, maar haar professor Engels geeft haar een D op haar eerste taak. Volgens de professor gebruikt Dana te veel moeilijke en grote woorden en gaat ze niet echt op het onderwerp in. Dan blijkt dat Cody zich voor dezelfde opleiding heeft ingeschreven en wel een voldoende kreeg. J.T. heeft zijn eerste kredietkaart en start met allerhande aankopen. Gastoptreden van Oliver Muirhead |             |                                        |                 |                                |                   |  |
| 72 | 3           | Animal House                           | Patrick Duffy   | Brian Bird & John Wierick      | 7 oktober 1994    |  |
| Cody neemt deel aan een studentendoop. Hij neemt Karen mee naar een studentenfuif waar zij iets te veel aandacht krijgt van bepaalde jongens. Brendan is bij het schoolorkest gegaan, maar zijn trompet- en muziekervaring in ondermaats. |             |                                        |                 |                                |                   |  |
| 73 | 4           | Spoiled Sport                          | William bickley | Howard Adler & Robert Griffard | 14 oktober 1994   |  |
| Frank doet auditie bij een lokale radiozender als deeltijds presentator van een sportrubriek, maar Carol krijgt uiteindelijk de job. Carol stemt uiteindelijk toe dat de kinderen junkfood mogen kopen op voorwaarde dat het ze het zelf betalen. |             |                                        |                 |                                |                   |  |
| 74 | 5           | Revenge of the Nerd                    | Patrick Duffy   | Bob Rosenfarb                  | 21 oktober 1994   |  |
| Karen wil homecoming queen worden, maar mist nog 1 stem. Daarom gaat ze uit met nerd Irwin Bird om hem te overtuigen voor haar te stemmen. Hij wil dit doen op voorwaarde dat Karen met hem uitgaat. Wanneer zij hem op het einde van de avond weigert te kussen, stemt hij voor Tiffany Rogers waardoor zij wint. Cody lijdt aan geheugenverlies nadat hij bij het plaatsen van een televisieantenne door de bliksem werd getroffen. Na een derde inslag beslist hij om een kabelabonnement te nemen. |             |                                        |                 |                                |                   |  |
| 75 | 6           | Something Wild                         | Richard Correll | Julia Newton                   | 28 oktober 1994   |  |
| Tijdens Halloween gaat Mark op stap met J.J. Jenkins. Zij overtuigt hem om zich te verkleden als punk-rockers. Ze plegen vandalisme door met eieren naar huizen te gooien. Cody maakt een Jack-o'-lantern. Gastoptreden van Michelle Williams, Bodhi Elfman en Rob Moore |             |                                        |                 |                                |                   |  |
| 76 | 7           | Growing Up Is Hard to Do               | Richard Correll | Maria A. Brown                 | 4 november 1994   |  |
| Al heeft een afspraakje met Kevin Lewis maar dat draaide niet goed uit. Daarom gaat ze bij J.T. voor advies, maar hij weigert. Vervolgens gaat ze naar Dana en Karen, maar zij geven tegenstrijdig advies. Al besluit dan maar om de visie van Karen te volgen en op alle vragen van Kevin "Ja" te antwoorden. Carol verneemt dat ze zwanger is. Gastoptreden van Will Estes |             |                                        |                 |                                |                   |  |
| 77 | 8           | Beyond Therapy                         | Richard Correll | Meredith Siler                 | 11 november 1994  |  |
| Carol neemt het volledige gezin mee naar de psychiater om te praten over haar zwangerschap en de aankomende baby. Dit resulteert in een ruzie. Daarom wil Carol dat niemand gedurende de komende 24 uur nog kibbelt. Cody denkt te veranderen in een weerwolf. Gastoptreden van Jerry Stroka |             |                                        |                 |                                |                   |  |
| 78 | 9           | The Ice Cream Man Cometh               | Patrick Duffy   | Howard Adler & Robert Griffard | 18 november 1994  |  |
| Cody ontvangt een brief van een van zijn vrienden: hij wil zelfmoord plegen door uit een vliegtuig te springen. De kinderen kibbelen over de slaapkamer van de toekomstige baby. Uiteindelijk moeten Carol en Frank een beslissing nemen welke de kinderen niet zint. Gastoptreden van John Astin |             |                                        |                 |                                |                   |  |
| 79 | 10          | Letting Go                             | Patrick Duffy   | Larry Kase & Joel Ronkin       | 25 november 1994  |  |
| Dana krijgt niesbuien telkens ze in de buurt van Cody komt en is zeker dat ze allergisch voor hem is. Vandaar dat Cody wil verhuizen. Uiteindelijk hoeft dit niet: Dana is allergisch aan zijn nieuwe shampoo. Al heeft een nieuwe vriend: Zack. Frank vindt de jongen in eerste instantie maar niets, maar moet zijn mening volledig herzien wanneer hij Zack beter leert kennen. Gastoptreden van Michel Sullivan |             |                                        |                 |                                |                   |  |
| 80 | 11          | Make Room for Daddy                    | John Tracy      | Maria A. Brown                 | 9 december 1994   |  |
| Frank en Carol gaan op een romantisch weekend, maar hij vindt dat Carol te veel aandacht schenkt aan de toekomstige baby in plaats van aan hem. Karen, Al en Dana houden een meidenavond en roddelen over magazines en jongens. Mark heeft een blind date geregeld via de computer, maar zijn date bevalt hem in eerste instantie niet tot wanneer blijkt dat ze even hoog begaafd is als hem. |             |                                        |                 |                                |                   |  |
| 81 | 12          | I'll Be Home for Christmas             | Joel Zwick      | Brian Bird & John Wierick      | 16 december 1994  |  |
| J.T. beslist om met zijn vrienden tijdens de kerstperiode te gaan skiën. Daar krijgt hij heimwee naar huis omdat niemand van zijn makkers iets geeft om de kersttraditie. Tante Edna brengt een bezoek aan de familie: ze is een betweterige, norse dame. |             |                                        |                 |                                |                   |  |
| 82 | 13          | Can't Buy Me Love                      | Patrick Duffy   | Julia Newton                   | 6 januari 1995    |  |
| J.T. leent de dure wagen van zijn baas om te pochen bij Shelly. Zij werkt in het restaurant van haar vader. Wanneer J.T. in dat restaurant een pak geld vindt, beweert hij de rijke eigenaar van de wagen te zijn. Later blijkt dat het gevonden geld eigendom is van Shelly’s vader en is J.T. genoodzaakt op te biechten wie hij werkelijk is. Gastoptreden van Rebecca Herbst en Francesca P. Roberts |             |                                        |                 |                                |                   |  |
| 83 | 14          | Thirtysomething                        | William Bickley | R.J. Colleary                  | 20 januari 1995   |  |
| Cody regisseert zijn eigen film en gebruikt de goudvis en de kinderen als acteurs. Het enige probleem is dat hij vooraf geen script heeft gemaakt. Tot ontsteltenis van Frank en Carol gaat Dana uit met de 36-jarige Paul. Uiteindelijk blijkt dat Paul enkel in haar geïnteresseerd is om als oppas te dienen voor zijn twee kinderen die hij had met zijn ex. Carols zwangerschap zorgt ervoor dat ze de meest vreemde voedselcombinaties eet. Gastoptreden van John Clough |             |                                        |                 |                                |                   |  |
| 84 | 15          | The Honeymoon Is Over                  | Patrick Duffy   | Maria A. Brown                 | 3 februari 1995   |  |
| Gabrielle, de vriendin van Mark, komt een bezoek brengen. Zij wil dat hij meer vegetarisch eet wat tot een discussie leidt tussen de (stief)zussen en (stief)broers. De meisjes zijn van mening dat de vrouw de baas moet zijn in de relatie daar waar de jongens het tegenovergestelde denken. Cody is van mening dat de liefde in de relatie telt en het een kwestie van geven en nemen is. |             |                                        |                 |                                |                   |  |
| 85 | 16          | One Truck, Al Dente                    | Richard Correll | Howard Adler & Robert Griffard | 10 februari 1995  |  |
| Al overtuigt J.T. om haar rijlessen te geven, maar zij veroorzaakt een klein ongeval. Ze trachten de schade aan de wagen de verdoezelen. Dana heeft haar wijsheidstanden laten trekken en moet pijnstillers nemen. De medicijnen hebben bijwerkingen waardoor Dana zich als “Cody” gedraagt: ze eet zijn ijs, speelt blues op zijn gitaar en danst de limbo. |             |                                        |                 |                                |                   |  |
| 86 | 17          | Head of the Class                      | Joh,n Tracy     | Bob Rosenfarb                  | 17 februari 1995  |  |
| Dana dient voor haar stage lessen geschiedenis te geven, maar is ontzet wanneer blijkt dat ze dit tezamen met Cody moet doen en dat hun aanpak totaal anders is. Daarbij komt dat de leerlingen twee weken later moeten deelnemen aan een televisiequiz over deze leerstof. Dana start met de kinderen op traditionele manier les te geven, maar zij vervelen zich al snel met haar saaie, theoretische uiteenzetting. Hun interesse verandert volledig wanneer Cody daarna met hen de veldslag van Gettysburg naspeelt. Nu Carol hoogzwanger is, wil Frank dat de kinderen helpen in het huishouden. Carol, met haar perfectionisme, wil dat alles op haar manier gedaan wordt. Ze verandert van mening wanneer ze ’s nachts Brendan betrapt die heel wat huishoudelijke karweien doet op Carols manier. Gastoptreden van Seth Green en Walter Emanuel Jones |             |                                        |                 |                                |                   |  |
| 87 | 18          | Back to School                         | Richard Correll | Meredith Siler                 | 3 maart 1995      |  |
| J.T. komt tot besef dat hij hogere studies moet volgen om een fatsoenlijk loon te krijgen vandaar dat hij meedoet aan een test dewelke hij nipt haalt. Uit die test is gebleken dat hij aan dyslexie lijdt en daardoor lage schoolresultaten behaalde. Carol en Frank nemen contact op met een elitaire kleuterschool om na te gaan of hun ongeboren kind op de wachtlijst kan. De directie is echter van mening dat de levensstijl van Carol, Frank en de rest van het gezin niet past in hun visie. |             |                                        |                 |                                |                   |  |
| 88 | 19          | She Came in Through the Bedroom Window | William Bickley | Brian Bird & John Wierick      | 17 maart 1995     |  |
| Cody’s professor is het beu dat hij telkens het woord “dude” gebruikt. Vandaar dat Cody bereid is om shocktherapie te volgen. Telkens hij het woord “dude” zegt, geeft Dana hem een elektrische shock. Uiteraard maakt Dana misbruik van de situatie. De hoogzwangere Carol maakt zich zorgen om haar figuur zeker nu Frank een klus heeft aangenomen bij zijn ex-vriendin Pam. Carol krijgt argwaan en bespiedt Frank in zijn doen en laten. Gastoptreden van Susan Blake |             |                                        |                 |                                |                   |  |
| 89 | 20          | Indecent Proposal                      | Richard Correll | Bob Rosenfarb                  | 31 maart 1995     |  |
| J.T. heeft tot zijn verbazing een hoge score gekregen op een taak van zijn docente Ethiek. Dana achterhaalt dat hij enkel dat resultaat behaalde omdat de docente gevoelens heeft voor J.T.. J.T. gelooft Dana niet tot wanneer de docente hem uitnodigt in haar appartement en hem tracht te verleiden. Cody heeft last van slaapwandelen en denkt dan terug een kind te zijn. Frank heeft een huishoudtoestel gekocht en tracht dit te monteren: het toestel ontploft. |             |                                        |                 |                                |                   |  |
| 90 | 21          | Where Have You Gone, Joe DiMaggio?     | Richard Correll | Julia Newton                   | 28 april 1995     |  |
| Cody neemt Brendan naar het baseball. Na de match leiden ze de beveiligingsagent af om zo tot bij de spelers te geraken. Daar wil Brendan een handtekening van zijn favoriete speler: Kenny Barton. Barton is brutaal en wil dit enkel doen als Brendan hem 50 Amerikaanse dollar geeft. Wanneer Barton daarop wordt geïnterviewd voor een rechtstreekse televisieshow, interfereert Cody het gesprek door te zeggen wat er zonet gebeurde. Daarop signeert de interviewer, Harmon Killebrew, Brendans baseball. Carol en Dana maken een weddenschap met Frank en J.T. dat laatstgenoemde het geen weekend uithouden als hoogzwangere vrouw. Daarom dragen de twee mannen een zwangerschapskussen Gastoptreden van Tommy Lister en Harmon Killebrew |             |                                        |                 |                                |                   |  |
| 91 | 22          | Adventures in Babysitting              | Patrick Duffy   | Maria A. Brown                 | 5 mei 1995        |  |
| Om meer geld te verdienen, starten J.T. en Al met een babyoppas, maar er komen veel meer kinderen dan gedacht. Karen is op zoek naar een jurk voor het eindejaar bal. Cody wordt tijdelijk aangesteld als ploegbaas, maar al snel blijkt dat hij niet over de correcte capaciteiten bezit. Frank koopt zijn eerste mobiele telefoon. |             |                                        |                 |                                |                   |  |
| 92 | 23          | Big Girl on Campus                     | Patrick Duffy   | Larry Kase & Joel Ronkin       | 12 mei 1995       |  |
| Karen en Al overtuigen Dana om hen mee te nemen naar een studentenfuif. Karen heeft daar een oogje op Jeremy, maar is misnoegd wanneer Jeremy Al vraagt om te dansen. Jeremy neemt Al mee voor een rondleiding. Karen en Dana vernemen dan van andere aanwezigen dat Jeremy tijdens zulke rondleiding de vrouw in kwestie tracht te verleiden om seks te hebben. Al wordt gered nadat Jeremy verneemt dat ze slechts vijftien jaar oud is. Carol doet een garageverkoop om zo van Franks oude rommel af te geraken. Hij aanziet de rommel als herinneringen en overrijpst de artikelen. |             |                                        |                 |                                |                   |  |
| 93 | 24          | A Foster/Lambert Production            | John Tracy      | Howard Adler & Robert Griffard | 19 mei 1995       |  |
| Carol bevalt in het ziekenhuis van een dochter: Lilly Foster-Lambert. J.T. vernam het nieuws als eerste en reed met Al en Brendan naar het moederhuis. Dana, Karen en Mark kregen het bericht van J.T. niet, dus ontstaat er nogmaals een discussie tussen de kinderen. Met behulp van flashbacks toont Cody aan dat de kinderen onderling al veel ruzies hadden, maar ook veel goede momenten. En nu hebben ze samen iets: een zus die zowel rechtstreeks familie is van de Fosters als van de Lamberts. |             |                                        |                 |                                |                   |  |

## Seizoen 5
| Nr. serie | Nr. seizoen | Titel van aflevering                   | Regie           | Schrijver                      | Uitzenddatum      |  |
| --- | ----------- | -------------------------------------- | --------------- | ------------------------------ | ----------------- |  |
| 94 | 1           | Little Sister Don’t cha                | Joel Zwick      | Brian Bird & John Wierick      | 22 september 1995 |  |
| J.T. en Rich gaan naar de drive-in en hebben elk een partner uitgenodigd. J.T. heeft hiervoor Pepper gevraagd. Wanneer hij verneemt dat Rich uitgaat met Al, wil hij alles afblazen. Al is van mening dat ze ondertussen oud genoeg is en dat J.T. haar niet meer moet beschermen. Cody neemt Dana mee: hij heeft een ontmoeting geregeld met acteur Brad Pitt, maar Brad blijkt een figurant te zijn met toevallig Pitt als achternaam. Mark en zijn vrienden zijn hun controlerende moederen beu. Om te bewijzen dat ze man genoeg zijn, roken ze, maar worden daardoor ziek. Daarom neemt Frank hen mee op een kampeertocht. Gastoptreden van Jennifer Aspen |             |                                        |                 |                                |                   |  |
| 95 | 2           | Three Girls and a Baby                 | Joel Zwick      | Julia Newton                   | 29 september 1995 |  |
| Frank en Carol gaan op romantisch weekend. Vandaar dat de meiden voor de eerste keer op Lilly passen. Lilly geraakt per toeval opgesloten in een kamer waardoor men genoodzaakt is de brandweer te bellen. Cody geeft al zijn bezittingen weg: hij is ervan overtuigd weldra te sterven nadat hij zijn naam las in de overlijdensberichten. |             |                                        |                 |                                |                   |  |
| 96 | 3           | Party Animal                           | Patrick Duffy   | Bob Rosernfarb                 | 13 oktober 1995   |  |
| Dana gaat inwonen bij haar vriendinnen. Ze geniet van haar vrijdom en tijdens een feestje geraakt ze stomdronken. Wanneer er later foto’s opduiken waarop ze topless slingert aan een luster is ze beschaamd en van mening dat het thuis toch niet zo slecht was. Cody herkent in hun nieuwe buurman een juwelendief die via America’s Most Wanted wordt gezocht. Gastoptreden van Alan Blumenfeld |             |                                        |                 |                                |                   |  |
| 97 | 4           | Midnight Caller                        | Patrick Duffy   | Larry kase & Joel Ronkin       | 20 oktober 1995   |  |
| J.T. en Dana moeten voor een schoolproject werken bij een tele-onhaal-dienst. Wanneer ze alleen zijn, worden ze gebeld door Todd. Hij wil zelfmoord plegen omdat hij moet gaan inwonen bij zijn nieuwe stiefzussen en -broers en dat totaal niet ziet zitten. J.T. en Dana beseffen dat de jongen in eenzelfde situatie komt te zitten als hun eigen gezin en kunnen Todd op andere gedachten brengen. Carol vreest dat Lilly haar niet graag ziet: enkel Cody kan haar in slaap wiegen. Gastoptreden van Todd Susman |             |                                        |                 |                                |                   |  |
| 98 | 5           | Maid to Order                          | Patrick Duffy   | Howard Adler & Robert Griffard | 27 oktober 1995   |  |
| Frank en J.T. nemen sollicitaties af voor een huishoudhulp. Frank kan niet aanwezig zijn tijdens het laatste interview, dus neemt J.T. Carrie aan: een actrice. Zij lijkt niet echt veel ervaring te hebben in het huishouden en hij weet niet juist wat haar werk als actrice inhoudt. Karen neemt deel aan een cheerleaderwedstrijd, maar Carol wint. Cody geeft aerobic-lessen aan oude vrouwen. Gastoptreden van Molly Cheek en Loanne Bishop |             |                                        |                 |                                |                   |  |
| 99 | 6           | Don't Ask                              | Joel Zwich      | Casy Maxwell Clair             | 3 november 1995   |  |
| Frank en Carol zijn het beu dat de kinderen hen lastigvallen en zijn van mening dat de kinderen hun eigen beslissingen moeten nemen. Dit heeft tot gevolg dat Brendan hen geen toestemming vraagt om met zijn voetbalteam op uitstap te gaan en Karen 500 dollar geeft aan een man die beweert van haar een grote countryzangers te maken. Dana overtuigt een lokale radiozender om Karens demo toch uit te zenden. Cody bestelt via een dubieuze handelaar een kalasjnikov, maar eindigt met een postorderbruid: de Russische Ludmilla. Gastoptreden van Mary-Pat Green. |             |                                        |                 |                                |                   |  |
| 100 | 7           | Hello, Mister Chips                    | Patrick Duffy   | Bob Rosenfarb                  | 10 november 1995  |  |
| Al neemt een job aan in een koekjeswinkel waar een chimpansee de mascotte is. Omwille van omstandigheden moet ze het dier ’s avonds mee naar huis nemen en is ze genoodzaakt het te verbergen in haar kamer. Uiteraard ontsnapt het dier. Carol moet op een feestje een sketch uitvoeren van Tarzan en Jane. Ze vraagt Frank om Tarzan te spelen, maar omdat hij weigert, vraagt ze dit aan de sexy Troy Hartman. Cody legt aan Mark uit dat zwemmen puur theoretisch gezien een kwestie van fysica en trigonometrie is. Dit geeft Mark genoeg zelfvertrouwen. J.T. en Rich zijn er zelfs zeker van dat Mark een wedstrijd zal winnen, en zetten 1000 dollar op hem in. Gastoptreden van Richard Kline, Jerry Penacoli en Peter Spellos |             |                                        |                 |                                |                   |  |
| 101 | 8           | Roadie                                 | Patrick Duffy   | Larry kase & Joel Ronkin       | 17 november 1995  |  |
| Christi Rose, de favoriete zangeres van Mark, brengt in hun stad een optreden. Cody heeft bij haar een job als tijdelijke roadie aangenomen en kan zo een ontmoeting regelen tussen Christi en Mark waarbij laatstgenoemde prompt flauwvalt. Christi krijgt gevoelen voor Cody en biedt hem een voltijdse job aan als bodyguard. Frank heeft een extra wagen gekocht voor de kinderen, maar verbiedt hen dan om het voertuig te gebruiken. |             |                                        |                 |                                |                   |  |
| 102 | 9           | The Wall                               | Patrick Duffy   | Julia Newton                   | 24 november 1995  |  |
| Mark heeft geen partner om naar het lentebal te gaan en komt dus alleen aan. Wanneer hij toch door Tawny Spencer ten dans wordt gevraagd, resulteert dit in een gevecht tussen Mark en haar ex-vriend Chuck. Carol en Frank hebben een gratis arrangement in een kuuroord, maar Inga, de masseuse, is een nogal uit de kluiten gewassen Deense dame met spierballen waardoor de massage eerder een marteling wordt. De feministische groepering stemt om Cody toe te laten als hun eerste mannelijke lid. Op Dana na stemt iedereen voor. Later blijkt dat de meisjes enkel op hem hebben gestemd in de hoop met hem uit de kunnen gaan. Gastoptreden van Julie Benz, Brad Hawkins en Senta Moses |             |                                        |                 |                                |                   |  |
| 103 | 10          | Baby Come Back                         | Joel Zwick      | Cary Okmin                     | 1 december 1995   |  |
| J.T. en Al nemen in een impulsieve bui Lilly mee naar een auditie voor een babyvoedingreclamespot in Milwaukee, maar eenmaal terug thuis komen ze tot de vaststelling dat ze een andere baby bij zich hebben. Cody en Dana komen vast te zitten in een magische doos. Carol en Frank gaan naar een schoonheidsbeurs waar hij het al snel beu wordt. |             |                                        |                 |                                |                   |  |
| 104 | 11          | The Flight Before Christmas            | Joel Zwick      | Howard Adler & Robert Griffard | 15 december 1995  |  |
| Carol en Frank nodigen hun oude vriend Mitch uit voor de kerstdagen. Met hem komen ook zijn vrouw en zoon Matt. Frank en Mitch regelen een afspraak tussen Matt en Al. Matt en Al zien dat initieel niet zitten, maar na hun uitstap worden ze verliefd op elkaar. Ze gaan naar de auto om gemeenschap te hebben, maar worden betrapt door Frank. Frank denkt dat Matt Al wil gebruiken en schopt Mitch en zijn familie buiten. Al gaat prompt met hen mee omdat Frank onredelijk was. J.T. heeft een bijjob in een kerstboombedrijf, maar de eigenaar is niet in de kerststemming. Cody elektrocuteert zich aan de kerstverlichting. Gastoptreden van David Graf, Andrew Keegan, Mariangela Pino en John Astin |             |                                        |                 |                                |                   |  |
| 105 | 12          | What's Wrong with This Picture?        | Joel Zwick      | Brian Bird & John Wierick      | 5 januari 1996    |  |
| Dana wordt door de feministische abstracte kunstenares Jayne McNeil gevraagd om naakt te poseren. Het werk, waar Dana onherkenbaar op zal zijn, wordt op een openbare verkoop per opbod verkocht. Op de verkoop wordt duidelijk dat McNeil voor een realistische voorstelling heeft gekozen en Dana bijgevolg wel herkenbaar is. Ze wil koste wat kost dat haar vader het werk koopt, maar hij wil niet omdat er al 100.000 dollar op werd geboden. J.T. gaat uit met Casey, maar zij blijkt de dochter te zijn van een maffiosi. Gastoptreden van Melanie Wilson en Roby Billey |             |                                        |                 |                                |                   |  |
| 106 | 13          | Beautiful Ladies of Wrestling          | Patrick Duffy   | Casey Maxwell Clair            | 12 januari 1996   |  |
| Frank en J.T. willen koste-wat-kost tickets voor de Superbowl en doen mee aan een uitdaging waarbij ze zich verkleden als vrouwelijke cheerleaders. De schooldirectrice heeft ervoor gezorgd dat Mark naar een eliteschool kan voor hoogbegaafden. Op zijn eerste dag krijgt hij een C op een quiz over popmuziek. Daarop besluit hij om vanaf nu dag en nacht te studeren en geen tijd meer te spenderen aan zijn vrienden of andere ontspanningsmogelijkheden. Cody gaat op kampeertocht waar hij zijn zelf uitgevonden eetbare kleding uittest. Dat bespaart hem een hoop bagage, maar tijdens de tocht moet hij vaststellen dat beren dol zijn op de kledij. Gastoptreden van Spice Williams en Jeanette Miller |             |                                        |                 |                                |                   |  |
| 107 | 14          | Torn Between Two Mothers               | Joel Zwick      | Howard Adler & Robert Griffard | 26 januari 1996   |  |
| Franks moeder komt op bezoek om Lilly een bezoek te brengen. Al snel mengt ze zich in de opvoeding en hoe Carol de baby best behandelt. Carol geraakt zo gefrustreerd dat Frank zijn moeder uiteindelijk op haar plaats zet. J.T. stelt zich kandidaat om "aanvaller" te zijn in een cursus "zelfverdediging voor vrouwen", maar de vrouwelijke instructeur heeft geen medelijden met hem. Cody wordt tegen betaling een testpersoon voor hersenexperimenten. Gastoptreden van June Lockhart en Diane Delano |             |                                        |                 |                                |                   |  |
| 108 | 15          | Snow Bunnies                           | Patrick Duffy   | Bob Rosenfarb                  | 2 februari 1996   |  |
| Al, haar vriend Matt en enkele andere van haar vrienden gaan op skivakantie. Omdat Al van Frank niet mag, gaat Stephanie, berucht als “de boot der liefde”, mee. Al vreest dat Matt haar zal bedriegen met “de boot der liefde” en gaat met J.T. naar het skioord. Daar blijkt dat Matt enkel om Al geeft. Cody heeft last van de hik en Carol heeft nachtmerries na het lezen van een horrorboek. Gastoptreden van Paige Peterson |             |                                        |                 |                                |                   |  |
| 109 | 16          | Secret Admirer                         | Patrick Duffy   | Julia Newton                   | 9 februari 1996   |  |
| Frank koopt met Valentijn een vals Rolex-horloge voor Carol. Zij vindt het geschenk te duur en ruilt het om bij de juwelier. De juwelier heeft uiteraard door dat het om een vervalsing gaat waardoor Carol in de gevangenis belandt. Frank gaat haar ophalen, maar zij wil niet mee. Eerder uit medelijden stuurt Cody Dana anonieme liefdesbrieven. Dana geraakt daardoor overtuigd dat de knappe Engelse Danny haar aanbidt. Gastoptreden van Nancy Linari |             |                                        |                 |                                |                   |  |
| 110 | 17          | Forever Young                          | Joel Zwick      | Brian Bird & John Wierick      | 16 februari 1996  |  |
| Frank en Carol gaan naar de ouderdag van Lilly. Ze komen tot het besef dat ze veel ouder zijn dan de andere ouders en misschien wel te oud voor Lily. Sommigen aanzien hen zelfs als haar grootouders. Daarom passen ze hun levensstijl aan en gedragen zich veel jonger dan ze zijn. Nadat ze met Kenny en Bonnie en enkele andere ouders een avond op stap gaan, beseffen ze dat ze hun levensstijl niet hoeven aan te passen. Cody ontwikkelt “wenskaarten voor gewone dagen”. Karen is boos op haar vriendin die haar vriendje heeft afgesnoept. J.T. en Rich zijn van mening dat echte maten elkaars vriendin niet afnemen. Daarop betrekt Dana Brandi in een complot om de jongens tegen elkaar op te zetten. Gastoptreden van Andrea Elson |             |                                        |                 |                                |                   |  |
| 111 | 18          | Guess Who's Coming to Dinner?          | Patrick Duffy   | Cary Okmin                     | 23 februari 1996  |  |
| Cody voorspelt de nummers van de lotto, maar omdat hij het niet nodig vindt om zelf te spelen, vullen Karen, Mark en Brendan een formulier in. Cody zet daarnaast zijn nummers ook op het scorebord van een baseballwedstrijd dewelke ook nog eens op de nationale televisie wordt uitgezonden. Blijkbaar had Cody de juiste nummers voorspeld, maar omdat heel veel mensen die nummers hadden overgenomen, is het gewonnen bedrag slechts enkele dollars. J.T. is op stap met Lilly wanneer hij Laura ontmoet. Zij denkt dat Lilly de dochter is van J.T.. Hij speelt het spelletje mee tot wanneer Laura hem opzoekt en Frank ook thuis is. Dana heeft een nieuwe vriend: de groffe, ongevoelige Fleming Adler. In tegenstelling tot Carol is Frank verheugd, hopende dat eindelijk een van de zeven kinderen weldra het huis zal verlaten. Fleming blijkt veel gevoeliger en vriendelijker te zijn dan hij laat uitschijnen. Gastoptreden van Michael B. Silver |             |                                        |                 |                                |                   |  |
| 112 | 19          | Do the Right Thing                     | Joel Zwick      | Meredith Siler                 | 8 maart 1996      |  |
| J.T. zijn schoolresultaten zijn slecht. Frank waarschuwt hem: indien hij nogmaals een onvoldoende haalt, moet hij zijn studies beëindigen. Rich is in handen gekomen van een aankomend examen, maar J.T. wil de vragen niet hebben en de leerstof daadwerkelijk leren. Hij haalt een B. Omdat hun schoolboeken worden verwisseld, vindt Dana het gekopieerd examen waardoor Frank J.T. onterecht van school haalt. Al en haar vriendinnen willen hun hoofd kaal scheren en een tatoeage laten zetten. Carol wil dit absoluut niet, dus vertrekt Al stiekem. Dana had beloofd te zwijgen, dus licht ze Carol in via allerhande hints. Gastoptreden van Bonnie Morgan |             |                                        |                 |                                |                   |  |
| 113 | 20          | The Bodyguard Formerly Known as Prince | Patrick Duffy   | Larry kase & Joel Ronkin       | 15 maart 1996     |  |
| Het geluk lacht Rich toe sinds hij een kettingbrief twintig keer heeft verdeeld waarbij hij ook koppies heeft uitgedeeld aan het gezin Lambert-Fosters. Carol deelt shampoo-stalen uit. Enkel Rich en Brendan hebben de kettingbrief niet verbroken en hebben als enige geluk: de anderen hun haar is ros geworden na het gebruik van de shampoo. Ondertussen zijn Al, Dana en Karen naar een skioord. Daar ontmoeten ze drie knappe gasten. De meisjes zijn er zeker van dat een van hen de kroonprins van Calderone is waarvan in de krant stond dat hij incognito op vakantie is. De andere jongens moeten dan ook zijn bodyguard en protocoladviseur zijn. |             |                                        |                 |                                |                   |  |
| 114 | 21          | Major Pain                             | Patrick Duffy   | Bob Rosenfarb                  | 26 april 1996     |  |
| Dana wil verder studeren, maar weet niet welke richting; vandaar dat ze een test afneemt bij een carrièretestcentrum. J.T. en Rich wilden een naaktvolleybalwedstrijd organiseren, maar omdat dit verboden werd, gaan ze met Dana mee. Tot hun verbazing zouden J.T. en Rich volgens het resultaat voor dokter moeten studeren. Voor Dana zou een job weggelegd zijn als cipier in een vrouwengevangenis. Zij is niet tevreden met het resultaat en start een onderzoek waarin ze achterhaalt dat het testcentrum een frauduleus instituut is. Frank neemt Flash aan, een hyperactieve, onervaren jongeman met alle gevolgen van dien. Gastoptreden van Billy Stevenson en Rick Scarry |             |                                        |                 |                                |                   |  |
| 115 | 22          | We're Going to Disney World: Part 1    | Richard Correll | Brian Bird & John Wierick      | 3 mei 1996        |  |
| Franks moeder geeft het hele gezin een uitstap naar Walt Disney World Resort cadeau. Flash beslist om mee te gaan om het record van aantal gedane attracties te verbreken. J.T. gebruikt het fonds van hun appartement om Rich mee te nemen naar het park. Daar stelt J.T. zich voor als neef van Walt Disney en spendeert het resterende fonds om meisjes te imponeren. Karen wil deelnemen aan een countrymuziekwedstrijd en wil Dana en Al als haar achtergrondzangeressen. |             |                                        |                 |                                |                   |  |
| 116 | 23          | We're Going to Disney World: Part 2    | Richard Correll | Casey Maxwell Clair            | 10 mei 1996       |  |
| Karen en Dana weigeren om mee te zingen, dus moet Al alleen zingen. Omdat ze plankenkoorts heeft, helpen Karen en Dana haar uiteindelijk toch. Flash wint het record, verkleed als Indiana Jones. Rich en J.T. hebben ruzie omdat hun fonds failliet is. Ze besluiten hun vriendschap te beëindigen maar uiteindelijk leggen ze het terug bij. |             |                                        |                 |                                |                   |  |
| 117 | 24          | Men at Work                            | Joel Zwick      | Scott Spencer Gordon           | 17 mei 1996       |  |
| Rich en J.T. vinden een studentenjob in het restaurant van meneer Packwood. Ze vinden dit leuk omdat de serveersters schaars gekleed zijn. Wat ze niet wisten, is dat ze zelf halfnaakt moeten serveren. Zo wil meneer Packwood meer vrouwen aantrekken in het restaurant. Rich en J.T. krijgen al snel allerhande seksistische opmerkingen en vinden dat ze worden gekleineerd. Daarbij beseffen ze ook dat zijzelf dergelijke opmerkingen maken richting vrouwen. Flash zijn appartement wordt gerestaureerd. Daarom wil hij tijdelijk verhuizen naar een tante, maar dan zou hij elke dag meer dan acht uur onderweg zijn voor zijn werk. Vandaar dat Frank de kelder ombouwt tot een lounge met allerlei meubilair van een voormalig café, inclusief een mechanische stier, waar Flash kan wonen. Carol heeft een ongeval op de stier. |             |                                        |                 |                                |                   |  |

## Seizoen 6
| Nr. serie | Nr. seizoen | Titel van aflevering       | Regie           | Schrijver                 | Uitzenddatum     |  |
| --- | ----------- | -------------------------- | --------------- | ------------------------- | ---------------- |  |
| 118 | 1           | Crazy Love                 | Joel Zwick      | Brian Bird & John Wierick | 7 maart 1997     |  |
| Dana moet tot haar ontsteltenis bijles geven aan Rich. Al snel merken ze dat tegenpolen elkaar aantrekken en tot ieders verbazing starten ze een relatie. Carol en Frank gaan op weekend in de hoop om van Jean-Luc verlost te zijn, maar hij heeft een weekend geboekt in hetzelfde hotel. |             |                            |                 |                           |                  |  |
| 119 | 2           | Road Trip                  | Joel Zwick      | Casey Maxwell Clair       | 14 maart 1997    |  |
| J.T. en Rich gaan op reis naar Mexico. Wanneer ze er bijna zijn, ontdekken ze dat Dana zich als verstekelinge heeft verstopt. Rich en J.T. belanden in de gevangenis na het eten van burito’s die ze niet kunnen betalen: Dana is in het bezit van al het geld en is niet aanwezig. Dana kaffert de agent uit in de hoop Rich en J.T. vrij te krijgen, maar dit maakt alles nog erger. Carol riskeert haar leven wanneer ze beslist om Jean-Luc rijlessen te geven. Gastoptreden van Carlos Lacamara |             |                            |                 |                           |                  |  |
| 120 | 3           | Sex, Lies and Videotape    | Joel Zwick      | Adam Markowitz            | 21 maart 1997    |  |
| J.T. gaat een relatie aan met de Franse Michelle die tien jaar ouder is en het koppel beslist al redelijk snel om te trouwen. Jean-Luc achterhaalt dat Michelle haar visum vervalt en terug naar Frankrijk moet, tenzij ze trouwt. Mark en zijn vrienden mogen van Frank niet naar Showgirls gaan kijken, dus gaan ze naar de videotheekzaak. Daar vinden ze in de doos van The Little Mermaid de pornofilm "Naughty Nurses" en beslissen om deze te huren. Ze worden door Frank in de garage tijdens het bekijken van de film betrapt. Gastoptreden van Francoise Robertson |             |                            |                 |                           |                  |  |
| 121 | 4           | Just Say Maybe             | Patrcik Duffy   | Brian Bird & John Wierick | 28 maart 1997    |  |
| De kinderen gaan naar een rockfestival. Carols vrees dat ze zich misdragen komt uit: Al heeft marihuana gerookt. Patti, een vriendin van Carol, komt op bezoek en wordt verliefd op Jean-Luc. Gastoptreden van Josh Keaton en Karen Austin. |             |                            |                 |                           |                  |  |
| 122 | 5           | The 'L' Word               | Joel Zwick      | Shelly Landau             | 4 april 1997     |  |
| Frank en Jean-Luc gaan kamperen. Jean-Luc maakt de buren wijs dat ze dokters zijn. Wanneer de buurvrouw bevalt, worden Frank en Jean-Luc dan ook gevraagd om de baby ter wereld te brengen. Dana gaat een ex-schoolvriend van het middelbaar bezoeken op Harvard University. Rich wordt jaloers en verbiedt Dana om te gaan. Dana gaat toch en Rich reist haar stiekem na. |             |                            |                 |                           |                  |  |
| 123 | 6           | She's the One              | Joel Zwick      | Shelly Landau             | 11 april 1997    |  |
| J.T. is verliefd op Sam, een truckbestuurder. Na wat aansporing besluit hij haar uit te vragen voor een honkbalwedstrijd. Karens droom voor een muziekcarrière komt uit nadat ze met Jimmy Ray Johnston een videoclip mag opnemen. In Chicago komt uit dat Karen enkel werd geselecteerd omwille van haar uiterlijk en dat ze niet effectief zal zingen, vandaar dat ze ontslag neemt. |             |                            |                 |                           |                  |  |
| 124 | 7           | Independence Day           | Joel Zwick      | Adam Markowitz            | 18 april 1997    |  |
| J.T. wil op eigen benen staan en trekt in bij Jean-Luc. Na enkele disputen verhuist hij nogmaals naar een oud en versleten appartement. Nadat Carol en Frank hem bezoeken, wordt besloten om hun eigen huis om te bouwen zodat J.T. er een eigen flat heeft. Carol gaat met de meisjes karaoke zingen. |             |                            |                 |                           |                  |  |
| 125 | 8           | Reality Bites              | Patrick Duffy   | Jill Cagerman             | 25 april 1997    |  |
| J.T. en Rich kunnen de huishuur niet aan Frank Lambert betalen, dus hij dreigt hen buiten te zetten. Jean-Lucs dochter Danielle, die in Frankrijk woont, is jarig. Omdat zij niet naar Amerika kan hij en hij niet naar Frankrijk geeft hij Lily talloze cadeautjes. Carol vindt een oplossing zodat Danielle toch naar Amerika kan. |             |                            |                 |                           |                  |  |
| 126 | 9           | Locket Man                 | Patrick Duffy   | Cary Okmin                | 2 mei 1997       |  |
| Rich geeft Dana een juweel cadeau dat hij ooit zelf ontving. Dan blijkt dat in het juweel een foto zit met daarop Rich en zijn voormalige vriendin. Frank heeft een midlifecrisis en wordt aanzien als grootvader van Lily. |             |                            |                 |                           |                  |  |
| 127 | 10          | How the West Was Won       | Richard Correll | Larry Kase & Joel Ronkin  | 9 mei 1997       |  |
| Frank heeft een nachtmerrie over het Wilde Westen. Hij is de sheriff die wil dat alle schurken worden verdreven. Daarbj komt dat Black Bart (Jean-Luc) een oogje heeft op zijn vrouw Miss Kitty (Carol). |             |                            |                 |                           |                  |  |
| 128 | 11          | Absolutely Fabio           | Joel Zwick      | Meredith Siler            | 16 mei 1997      |  |
| Jean-Luc is in de wolken: hij zal het haar knippen van een bekende Amerikaan. Rich en Dana houden een oogje in het zeil tijdens het verjaardagsfeestje van Lily. Een van de uitgenodigde kinderen is missende. |             |                            |                 |                           |                  |  |
| 129 | 12          | Loose Lips                 | Patrick Duffy   | Adam Markowitz            | 23 mei 1997      |  |
| Mark pocht bij zijn vrienden over “het speciale moment” hij had met zijn vriendin. Zij overhoorde het gesprek en zegt de anderen dat Mark blufte. Karen werd gedumpt en denkt nu dat haar lichaam niet mooi genoeg is, dus doet ze een restyling. J.T. en Rich stelen voeding uit de ijskast van de anderen waarop Frank een ingenieus plan bedenkt. |             |                            |                 |                           |                  |  |
| 130 | 13          | The Big Date               | Patrick Duffy   | Shelly Landau             | 30 mei 1997      |  |
| Al is teleurgesteld: haar blind date heeft overgewicht en een bochel. Dana, Rich, J.T. en Sam huren hotelkamers in Chicago. J.T. en Rich zijn er zeker van gemeenschap te hebben, maar de dames hebben heel andere plannen. |             |                            |                 |                           |                  |  |
| 131 | 14          | Future Shock               | Patrick Duffy   | Casey Maxwell Clair       | 6 juni 1997      |  |
| Rich en Dana moeten naar een bruiloft. Daar vangt Dana, eerder ongewild, het bruidsboeket. Rich en Dana krijgen daarop elk hun eigen visioen over hun toekomstig huwelijk. Frank is verkouden en krijgt van Jean-Luc een zelfgemaakt medicijn van een van diens klanten. Frank neemt een overdosis. |             |                            |                 |                           |                  |  |
| 132 | 15          | Show Me the Money          | Patrick Duffy   | Brian Bird & John Wierick | 13 juni 1997     |  |
| J.T. en Rich worden de loopjongens van opkomend hockeyspeler Eric Barnes die veel aandacht krijgt voor Karen. Carol en Jean-Luc dagen Frank en Moose uit in een partij bowling. Gastoptreden van Scott Gurney en Donald Gibb |             |                            |                 |                           |                  |  |
| 133 | 16          | It Didn't Happen One Night | Joel Zwick      | Cary Okmin                | 20 juni 1997     |  |
| Frank neemt een abonnement op een nieuwe sportzender waardoor hij geen tijd meer besteedt aan Carol. Jean-Luc geeft de meisjes een make-over. Al gaat uit met de sexy Kyle. Wanneer Kyle haar seksueel tracht te benaderen, zet zij hem op haar plaats. De volgende dag krijgt Al telefoon van heel wat schooljongens. Ze achterhaalt dat Kyle rondbazuint dat Al makkelijk in bed te krijgen is. Karen neemt het voor haar zus op en zet Kyle publiekelijk op zijn plaats. |             |                            |                 |                           |                  |  |
| 134 | 17          | Macho Man                  | Joel Zwick      | Larry Kase & Joel Ronkin  | 27 juni 1997     |  |
| Sam wint van J.T., Dana en Al zowel de minigolf, ping-pong als biljart. Wanneer J.T. bedreigd wordt door een pester, zet Sam die pester op zijn plaats. ’s Nachts krijgt J.T. een nachtmerrie over hun huwelijk waarin Sam de macho en patriarch is. Jean-Luc moet met Lily naar de dokter voor een tetanusspuit en belooft haar dat ze een lolly krijgt als ze zich goed gedraagt. Jean-Luc krijgt echter een snijwonde waardoor hij – tot zijn grote vrees – ook een injectie moet krijgen. |             |                            |                 |                           |                  |  |
| 135 | 18          | Ain't Misbehavin           | William Bickley | Liz Sage                  | 4 juli 1997      |  |
| Sam krijgt minder werkuren waardoor ze ook minder verdient. Daarbij komt dat haar vriendin haar studies stopt waardoor ze nu instaat voor 100% van het huurgeld van haar kot. Daarom verhuurt ze de kamer aan een mannelijke student met wie ze samenwerkt. J.T. is van mening dat Sam iets heeft met die student en verbreekt de relatie. Hij krijgt spijt van deze daad en wil het goedmaken, maar hij treft Sam en de student aan in een voor hem compromitterende situatie waardoor hij de verkeerde conclusies maakt. Jean-Luc leent geld bij Carol om zijn belastingen te kunnen betalen, maar moet later bekennen dat hij het geld niet kan terugbetalen.                              |             |                            |                 |                           |                  |  |
| 136 | 19          | The Facts of Life          | Patrick Duffy   | Bob Rosenfarb             | 11 juli 1997     |  |
| Nadat Lily Dana en Rich ziet kussen, vertelt ze tegen Frank en Carol dat het koppel een baby krijgt. Frank en Carol zijn van mening dat Lily “de geheimen van het leven” moet kennen. Lily vertelt dit verhaal echter door aan de leerlingen van haar klas waardoor er een rel ontstaat tussen de ouders. Jean-Luc geeft Al bijles in Frans. Hij merkt ook op dat J.T. en Rich gokken op de paardenwedstrijden en geeft hen enkele tips. Wanneer hij verneemt dat de jongens hun complete studiefonds willen inzetten, houdt hij hen tegen en brengt hen in contact met bookmaker Tony om hen op de gevaren van gokken te wijzen. Gastoptreden van David Kaufman, Lisa Picotte en Tony Longo. |             |                            |                 |                           |                  |  |
| 137 | 20          | Talking Trash              | Joel Zwick      | Liz Sage                  | 18 juli 1997     |  |
| Frank geeft Carol een medische kit als verjaardagsgeschenk. Van Jean-Luc en de kinderen krijgt ze juwelen en kasjmier. Frank voelt zich ietwat beschaamd, maar Carol is van mening dat hij het geschenk met en uit liefde gaf en dat dat het belangrijkste is. Dana neemt deel aan een quiz over recycling en beslist om niet Rich, maar iemand anders te nemen. Rick wil wraak en stelt zijn eigen ploeg op die bestaat uit bimbo’s en nietsnutten. Hij is van mening dat creativiteit even belangrijk is als theorie. Zijn team wint de wedstrijd. |             |                            |                 |                           |                  |  |
| 138 | 21          | Walk Like a Man            | Patrick Duffy   | Liz Sage                  | 25 juli 1997     |  |
| Het basketbalteam van Mark heeft de finales gehaald. Hij en Frank willen niet dat Carol komt kijken, dus zij moet zich vermommen. J.T. is van mening dat Rich zijn relatie met Dana door haar laat leiden. Daarom gaan de jongens samen naar een fuif waar Karen, Al en Dana ook aanwezig zijn. Wanneer Dana ziet dat Rich met een ander meisje danst, danst zij met een andere jongen. Daarop wordt Rich stikjaloers. Gastoptreden van Mary-Pat Green |             |                            |                 |                           |                  |  |
| 139 | 22          | Shear Madness              | Patrick Duffy   | Larry Kase & Joel Ronkin  | 1 augustus 1997  |  |
| Carol en Jean-Luc openen hun nieuwe haarsalon. Jean-Luc is nerveus omdat hij Hilary Clinton haar haar moet knippen. Frank keurt een afspraak tussen Al en een jongen alweer af. Tijdens het winkelen ontmoet hij een jongen waarvan hij denkt dat deze geknipt is voor Al en stuurt de twee op pad. |             |                            |                 |                           |                  |  |
| 140 | 23          | The Kissing Game           | Patrick Duffy   | Shelly Landau             | 8 augustus 1997  |  |
| J.T., Al en Dana vinden geen plaats voor hun privacy en om af te spreken met hun partners. Vandaar dat ze beslissen om hiervoor de nieuwe zaak van Carol en Jean-Luc te gebruiken. Daarbij komt dat J.T. de sleutels uitleent aan zijn vrienden. Dit resulteert dat zij allen op dezelfde avond in het salon staan. Daarop beslissen ze om een feestje te organiseren. |             |                            |                 |                           |                  |  |
| 141 | 24          | Bonjour Jean-Luc           | Joel Zwick      | Ross Brown                | 15 augustus 1997 |  |
| Carol komt terug van een beurs over kapsalons en introduceert Jean-Luc met wie ze een nieuw salon wil openen. Daardoor moet Frank het huishouden doen. Cody belt vanuit Rusland met de melding dat hij daar een nieuwe job heeft. In productiecode is dit de eerste aflevering in het seizoen, maar ABC besloot deze om als laatste uit te zenden. Dit verklaart waarom Jean-Luc hier plots wordt geïntroduceerd terwijl hij in bijna elke aflevering van het seizoen aanwezig was en opdook zonder verklaarbare reden. |             |                            |                 |                           |                  |  |

## Seizoen 7
| Nr. serie | Nr. seizoen | Titel van aflevering       | Regie            | Schrijver                      | Uitzenddatum      |  |
| --- | ----------- | -------------------------- | ---------------- | ------------------------------ | ----------------- |  |
| 142 | 1           | Making the Grade           | Patrick Duffy    | Adam Markowitz                 | 19 september 1997 |  |
| Het nieuwe schooljaar is begonnen. Karen gaat nu ook naar de hogeschool. Omdat Carol zich verveelt, schrijft ze zich in voor dezelfde richting en volgt ze Karen overal. Ze maakt Karen belachelijk wanneer ze vertelt over diens kinderjaren. Uiteindelijk beseft Carol wat ze deed. Rich is blij met de uitslag van een test: een C. Dana is van mening dat Rich zijn studies serieus moet nemen dus studeert hij de hele nacht voor zijn volgende vak. Hij krijgt een A terwijl Dana voor hetzelfde werk een B kreeg. |             |                            |                  |                                |                   |  |
| 143 | 2           | A Star Is Born             | Patrick Duffy    | Mindy Schneider                | 26 september 1997 |  |
| Karen, Dana en Al nemen deel aan een auditie voor een nieuwe film. Al krijgt een rol en omdat ze zo goed is, herschrijft men het script zodat ze in een extra scene voorkomt. De roem stijgt Al naar haar hoofd en ze is zeker: ze wil haar middelbare studies stoppen en verhuizen naar Hollywood om een filmster te worden. Gastoptreden van Scott Foley en Jaleel White |             |                            |                  |                                |                   |  |
| 144 | 3           | Your Cheatin' Heart        | Ridchard Correll | Howard Adler & Robert Griffard | 3 oktober 1997    |  |
| Dana en Rich moeten naar een huwelijksfeest, maar Rich verzint allerlei smoesjes om het feest te verlaten. Al en Karen vermoeden dat Rich Dana bedriegt, dus achtervolgen ze hem. Hun vermoeden wordt bevestigd wanneer Rich een afspraak heeft met een andere vrouw. Dana betrapt hen, maar verneemt dat Rich enkel danslessen volgt om Dana te kunnen verrassen. Frank en Carol hebben eindelijk eens de avond voor zichzelf, maar zijn te ziek om ervan te kunnen genieten. |             |                            |                  |                                |                   |  |
| 145 | 4           | Take This Job and Shove It | Patrick Duffy    | Brain Bird                     | 10 oktober 1997   |  |
| J.T. verliest zijn job voor de vierde keer in een maand tijd en kan daardoor Sam niet uit vragen. Sam overtuigt haar baas om J.T. aan te namen. J.T. verknalt het waardoor Sam hem moet ontslagen. Dit leidt tot een tijdelijke breuk tussen hem en Sam. J.T. vindt een nieuwe job in de voedselindustrie. Frank wil een boot kopen, maar Carol ziet er het nut niet van in. |             |                            |                  |                                |                   |  |
| 146 | 5           | Poetic Justice             | Patrick Duffy    | Fred Rubin                     | 17 oktober 1997   |  |
| Een professor vraagt Karen uit voor een date in ruil voor goede punten. Karen licht Dana hierover in. Blijkbaar regelt de professor meerdere van zulke afspraakjes, dus zetten Karen en Dana een val voor hem uit. Mark neemt een nieuwe look aan. |             |                            |                  |                                |                   |  |
| 147 | 6           | Can't Buy Me Love          | William Bickley  | Robin J. Stein                 | 24 oktober 1997   |  |
| Frank zijn bedrijf zit in moeilijkheden. Een oude klasgenoot van Carol neemt hem aan om een nieuw hotel te bouwen. Echter heeft deze klasgenoot nogal veel interesse in Carol dus moet Frank kiezen tussen “het bouwen van het hotel” of zijn eigen familie. Karen en Dana willen lid worden van een studentenclub die gekend staat voor hun ijdelheid en hooghartigheid, iets wat Karen op het lijf staat geschreven. Ze is ontzet wanneer blijkt dat haar aanvraag wordt verworpen terwijl Dana, die net het tegenovergestelde is waarvoor de vereniging staat, wel wordt toegelaten. |             |                            |                  |                                |                   |  |
| 148 | 7           | Dream Lover                | Joel Zwick       | Adam Markowitz                 | 31 oktober 1997   |  |
| J.T., Sam en zijn zussen gaan met Halloween naar een gekostumeerd bal in een oud herenhuis. Omwille van een vergissing in de verkleedwinkel, zitten ze opgezadeld met een "paardenkostuum voor twee personen" wat tot een ruzie leidt. J.T. ontmoet in het herenhuis Abby: zij beweert een negentienjarige geest te zijn. Ze pleegde lang geleden zelfmoord nadat ze haar relatie verbrak. Abby is er zeker van dat de relatie van J.T. en Sam weldra zal eindigen. J.T. en Sam hebben daarop een gesprek waarbij ze tot dezelfde conclusie komen als Abby. ze verbreken effectief hun relatie. |             |                            |                  |                                |                   |  |
| 149 | 8           | Girls Just Wanna Have Fun  | Patrick Duffy    | Mindy Schneider                | 7 november 1997   |  |
| Een oude vriendin van Rich, Cassie, verhuist terug naar het stadje. Rich neemt haar mee om te biljarten en videospellen te spelen. Dana wordt jaloers en vraagt advies aan J.T. hoe ze gelijkaardige pret met Rich kan hebben. |             |                            |                  |                                |                   |  |
| 150 | 9           | Goodbye, Mr. Chip          | Richard Correll  | Howard Adler & Robert Griffard | 5 december 1997   |  |
| Carol geeft Chip wat advies over zijn relatie met Karen. Dit advies leidt echter tot een breuk waardoor Karen woedend is op Carol. J.T. en Rich hebben ook een dispuut, dus Dana geeft hen advies door gebruik te maken van haar kennis van psychologie en handpoppen. |             |                            |                  |                                |                   |  |
| 151 | 10          | Too Many Santas            | Joel Zwick       | Robin J. Stein                 | 19 december 1997  |  |
| Rich en J.T. nemen een job aan om Kerstman te spelen in een warenhuis. De vijfjarige Lily herkent haar broer J.T. onmiddellijk en gelooft daardoor niet meer in de kerstman. Om het tegendeel te bewijzen, verkleden Frank, Rich en nog enkele anderen zich als de kerstman – zonder elkaar in te lichten – en bezoeken Lilly. J.T. vindt het kerstgeschenk dat hij Sam wou geven en besluit haar op te zoeken. Hij voelt zich slecht wanneer een andere jongen net voor hem bij Sam aanbelt en haar omhelst. |             |                            |                  |                                |                   |  |
| 152 | 11          | Phoney Business            | Joel Zwick       | Brian Bird                     | 9 januari 1998    |  |
| Al wordt gecast voor een nieuwe reclame over een lichaamscrème. Nadat de spot wordt uitgezonden, blijkt dit over een erotische telefoonlijn te gaan. Al en J.T. brengen de corrupte producer een bezoek, maar halen hun slag niet thuis. Nadat Frank de spot ziet, gaat hij ook naar de producer om hem de spot “in de ogen en standpunt van een vader” te bekijken. Carol en Dana hebben een cursus gevolgd over “gezond eten” en willen dat de hele familie deze aanpak volgt. Ze komen al snel tot de conclusie dat het eten afschuwelijk slecht is. |             |                            |                  |                                |                   |  |
| 153 | 12          | Goin' to the Chapel        | Joel Zwick       | Fred Rubin                     | 16 januari 1998   |  |
| Dana wil gemeenschap met Rich, maar Carol verneemt dit en verbiedt haar dochter seks te hebben met Rich. Vandaar dat Dana met Rich wil vluchten. J.T. tracht een aerobic lerares te imponeren door voor te houden dat hij gefascineerd is door fitness. Al snel ziet hij in dat hij haar beter de waarheid vertelt. Dana en Rich beslissen om toch niet te vluchten. Carol geeft toe dat ze moet accepteren dat Dana geen klein meisje meer is en dat Dana zelf moet beslissen of ze al dan niet klaar is voor seks. Gastoptreden van Portia Dawson. |             |                            |                  |                                |                   |  |
| 154 | 13          | Feet of Clay               | Patrick Duffy    | Garret Donovan & Neil Goldman  | 23 januari 1998   |  |
| Rich en Dana schrijven zich in voor een cursus pottenbakken. Er ontstaat wrevel wanneer blijkt dat Rich talent heeft en Dana niet. Om hun seksleven een boost te geven, doen Carol en Frank aan een rollenspel. Hieruit leiden J.T. en Karen af dat Carol een affaire heeft met een andere man en achtervolgen haar. |             |                            |                  |                                |                   |  |
| 155 | 14          | Pain in the Class          | Patrick Duffy    | Adam Markowitz                 | 30 januari 1998   |  |
| Frank en Carol gaan naar een schoolreünie waar ze Franks "vijand" Roy Tucker ontmoeten. Roy maakt Frank belachelijk. Verder pocht Roy met het feit dat hij eigenaar is van een winkelketen in autobanden. Hij stelt iedereen ook voor aan zijn zeer aantrekkelijke vrouw. Carol achterhaalt dat Roy enkel een werknemer is in een van de winkels en dat hij de dame inhuurde. J.T. en zijn vrienden kijken naar een bikiniwedstrijd terwijl hij eigenlijk op Lily moest letten. Om van haar verlost te zijn, zegt hij dat ze buiten moet spelen. Lily doet dat ook en komt niet terug. |             |                            |                  |                                |                   |  |
| 156 | 15          | The Half Monty             | Joel Zwick       | Liz Sage                       | 27 februari 1998  |  |
| J.T. en Rich willen Sam en Dana meenemen op skivakantie. Omdat de jongens te weinig geld hebben, nemen ze een job aan als stripper. Frank en Carol geven relatieadvies aan jonge koppels door hun geheimen prijs te geven. Dit leidt ertoe dat Frank en Carol zelf een huwelijkstherapeut moeten inschakelen. |             |                            |                  |                                |                   |  |
| 157 | 16          | And Justice for Some       | Patrick Duffy    | Shelly Landau                  | 5 juni 1998       |  |
| Frank en J.T. gaan naar een basketbalwedstrijd tussen Milwaukee Bucks en Chicago Bulls. Omdat er voor J.T. een man zit met een grote hoed die hij weigert af te doen, verwisselen Frank en J.T. van plaats. Dan blijkt dat het stoelnummer waar J.T. op zit, geloot wordt bij de tombola en hij een pick-up wint. Frank is van mening dat hij de rechtmatige eigenaar is omdat hij oorspronkelijk het zitnummer had. Het komt zover dat Carol een rechter inschakelt om een vonnis te vellen. Doch de twee komen overeen om de wagen te verkopen en het geld te verdelen. Dana richt een cursus zelfverdediging-voor-vrouwen op. Al en Karen gaan met tegenzin, totdat ze de instructeur ontmoeten. |             |                            |                  |                                |                   |  |
| 158 | 17          | The Understudy             | William Bickley  | Larry Kase & Joel Ronkin       | 12 juni 1998      |  |
| Omdat Al enkel een bijrol heeft gekregen in een theaterstuk leert ze de tekst niet. Wanneer de hoofdrolspeelster op de avond van de voorstelling ziek is, moet Al voor haar inspringen. Lily krijgt een zeer hoge score op een examen waardoor Dana er zeker van is dat ze hoogbegaafd is en tracht de anderen te doen inzien dat Lily naar een speciale school moet. |             |                            |                  |                                |                   |  |
| 159 | 18          | We're in the Money         | William Bickley  | Larry Kase & Joel Ronkin       | 19 juni 1998      |  |
| Cody komt onverwacht terug van zijn wereldreis en heeft geschenken voor iedereen waaronder een speciale halsketting voor J.T. die vrouwen aantrekt en een cheque van 50 000 dollar voor Carol en Frank. Frank koopt met de cheque een zetel van 4500 dollar zonder Carol te informeren, waardoor zij hem ' nachts verbant naar die zetel. |             |                            |                  |                                |                   |  |
| 160 | 19          | Movin' on Up               | Steve Witting    | Meredith Siler                 | 26 juni 1998      |  |
| Frank en Carol kunnen een groter huis kopen aan de kust en zetten hun eigen huis te koop. Een koppel biedt zulk hoog bedrag voor het huis dat Frank en Carol niet kunnen laten voorbijschieten. Lily wil echter niet verhuizen en naarmate de tijd vordert willen er meer en meer mensen blijven wonen. Uiteindelijk gaat de deal niet door. Net op dat ogenblik springt de waterleiding en loopt het huis heel wat waterschade op waardoor er veel kosten zijn om alles te herstellen. Gastoptreden van Dan Gilvezan en Melanie Wilson |             |                            |                  |                                |                   |  |